# Bildnerisches Mittel
Das bildnerische Mittel (auch ästhetisches Mittel, Bildelement, Bildmittel, Element des Bildaufbaus, gestalterisches Mittel, Gestaltelement, Gestaltungselement, Gestaltungsmittel, künstlerisches Mittel, optisches Element, Stilmittel, Syntax der Bildsprache) ist ein Teilaspekt gestalteter Objekte in den Bereichen Architektur, Design, Film, Fotografie oder Kunst. Designerinnen und Künstler setzen bildnerische Mittel bewusst und planvoll oder intuitiv ein, um bei den Betrachtenden eine bestimmte Wirkung (Ausdruck) und Intention (Aussage, Botschaft, Erfahrung, Vorstellung) zu verdeutlichen.
Zu den bildnerischen Mitteln gehören („nulldimensionaler“) Punkt, („eindimensionale“) Linie, zweidimensionale Fläche, dreidimensionaler Körper/Raum, Farbe und komplexe, übergeordnete Komposition. Außerdem lassen sich Format, Licht und Schatten, Proportion und Bewegung dazuzählen.
Ebenso können die technischen Verwirklichungsmittel dazugerechnet werden: das Material (z. B. Acrylfarbe, Holz, Leinwand, Ölfarbe, Papier, Wachs), die Werkzeuge (z. B. Bleistift, Finger, Geißfuß, Hammer, Pinsel, Schere, Sprühdose) und die Technik bzw. das Verfahren (z. B. Aquarellmalerei, Collage, Farbfotografie, Linolschnitt, Mosaik, Scherenschnitt, Zeichnung). Im Allgemeinen schließt der Begriff „bildnerisches Mittel“ die technischen Verwirklichungsmittel allerdings aus.

## Bedeutung innerhalb der Bildbetrachtung
Die Analyse der bildnerischen Mittel (Gestaltungsanalyse; Bildbetrachtung) wird oft geringgeschätzt und man konzentriert sich auf die Entschlüsselung des Motivs, auf die Provenienz, die Stilrichtung oder den historischen Hintergrund. Dabei treffen Kunstschaffende gerade im Bereich der bildnerischen Mittel wesentliche Entscheidungen, um die angestrebte Aussage und Wirkung des Bildes zu unterstützen.

## Punkt
Der Punkt (lateinisch punctum: kleiner Abschnitt, Punkt, Stich) ist das einfachste und kleinste bildnerische Mittel. Er ist ein kleiner Fleck, ein winziger Kreis, ein Tupfen oder ein Gegenstand. Der Punkt ist also eigentlich eine Fläche bzw. Form. Geht es um Anordnung oder Gewicht, lassen sich auch größere Formen oder Gegenstände als Punkte auffassen. Eine besonders auffallende Stelle bezeichnet man als Akzent oder Schwerpunkt. Die Anordnungsmöglichkeiten von mehreren Punkten oder ähnlich gestalteten Objekten werden als (Flächen-)Ordnungsprinzipien bezeichnet. Es sind Reihung, Rhythmus, Raster, Ballung, Streuung, Symmetrie und Asymmetrie. Unzählige Punkte finden sich als Tupfen oder kurze Striche in Malereien des Pointillismus, als meist quadratische Plättchen in Mosaiken, als Punkte in der Punktiertechnik von Druckgrafiken oder im Punktraster bei den Malereien im Comicstil von Roy Lichtenstein. Computerbilder bestehen aus einzelnen Punkten (meist kleine Quadrate), den Pixeln.

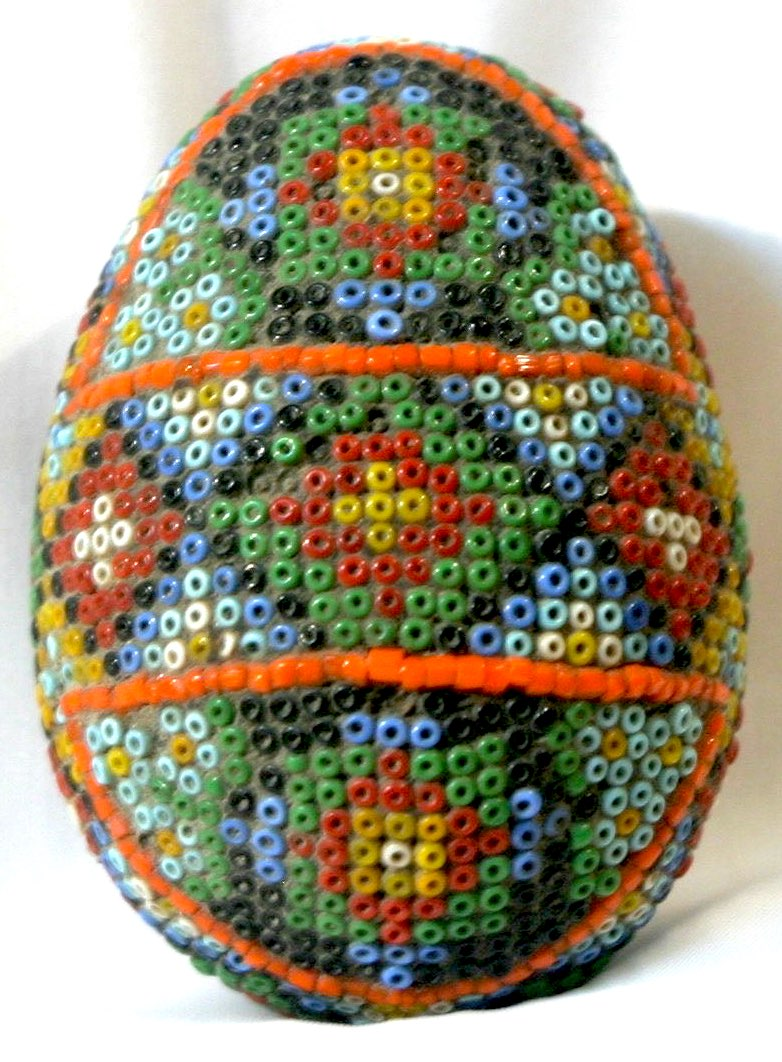
Ukrainisches Perlenei mit geometrischem Muster, 2009.
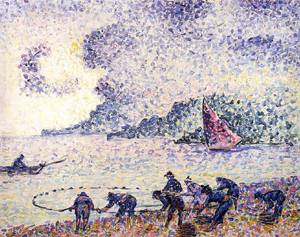
Pointillismus. Henri Edmond Cross (1856–1910): Fischer, 1895.
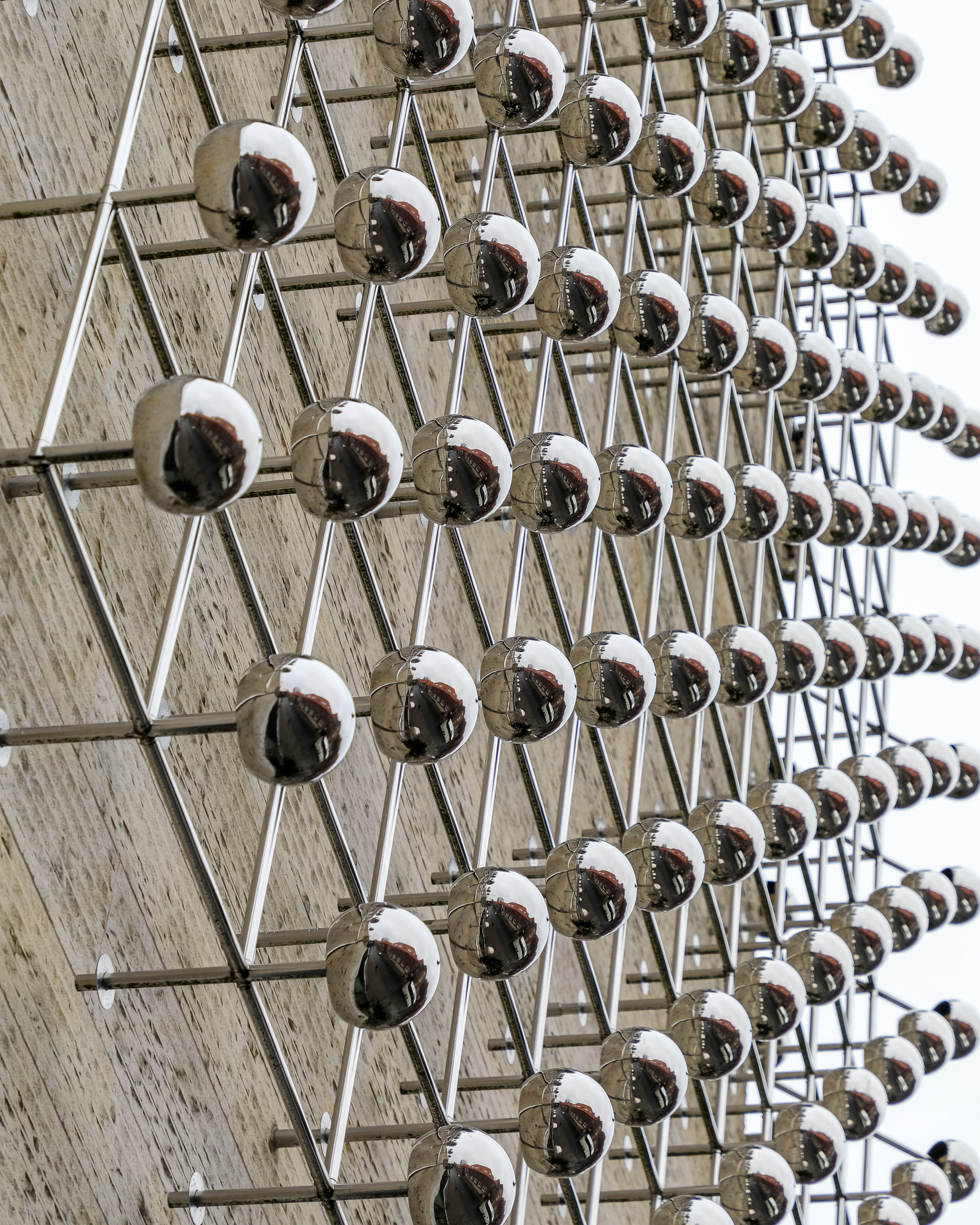
Otto Piene: Lichtkunstwerk Silberne Frequenz, 1970/71.
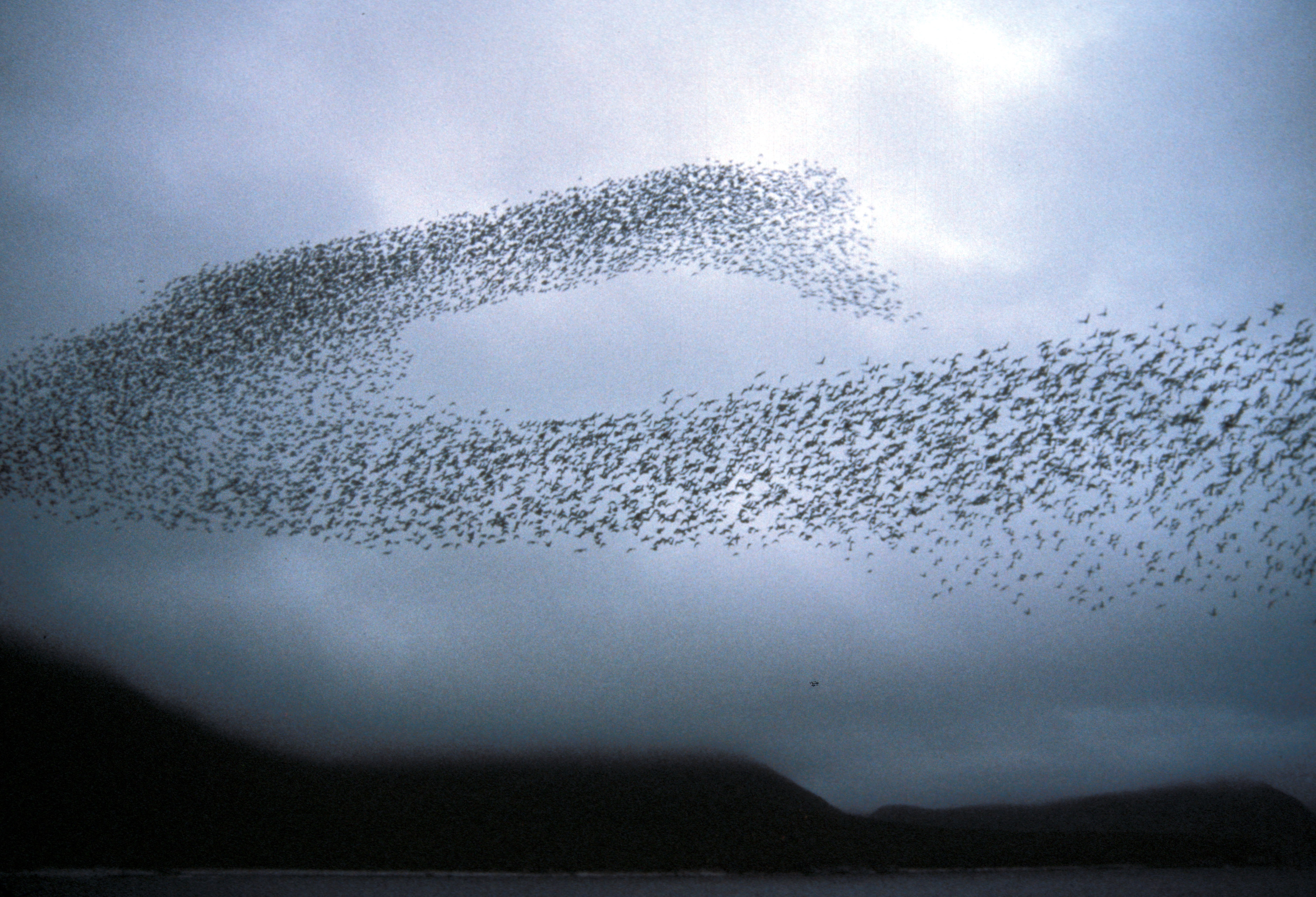
Vogelschwarm (1986).

## Linie
Die Linie (lateinisch linea: Faden, Schnur, aus Leinen) ist nach dem Punkt das nächst einfache bildnerische Mittel. Während der Punkt unbewegt an eine Stelle gebunden ist, besitzt die Linie eine Richtung und damit meist einen dynamischen Charakter. Eine Waagerechte wirkt lastend, liegend, fest, eine Senkrechte starr, stehend, labil und eine Diagonale dynamisch aufsteigend, hoffnungsvoll oder fallend, hoffnungslos. Eine Blickführung kann durch vorhandene Linien (z. B. Konturen, Körperachsen, Objektkanten, Wege) oder gedachte Linien (z. B. Bewegungsrichtungen, Blickrichtungen, Verbindungen von Akzenten, Zeigegesten) vorgezeichnet sein.

Keltischer Knoten. Verflechtungen roter Linien bilden ein Quadrat.
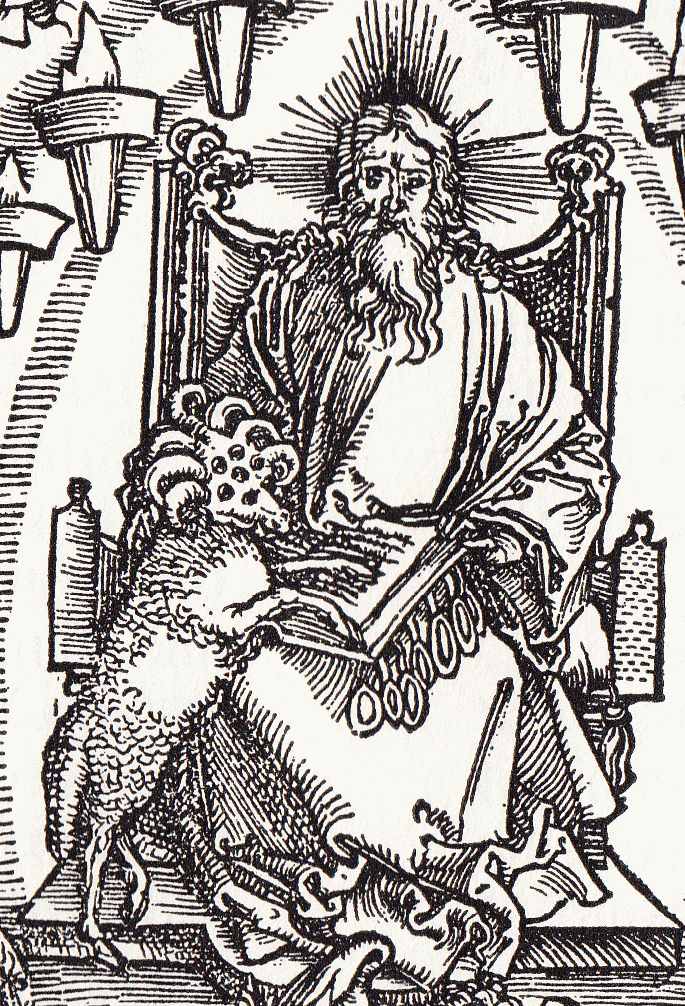
Holzschnitt (Ausschnitt). Albrecht Dürer (1471–1528): Das Lamm Gottes und das Buch mit sieben Siegeln.
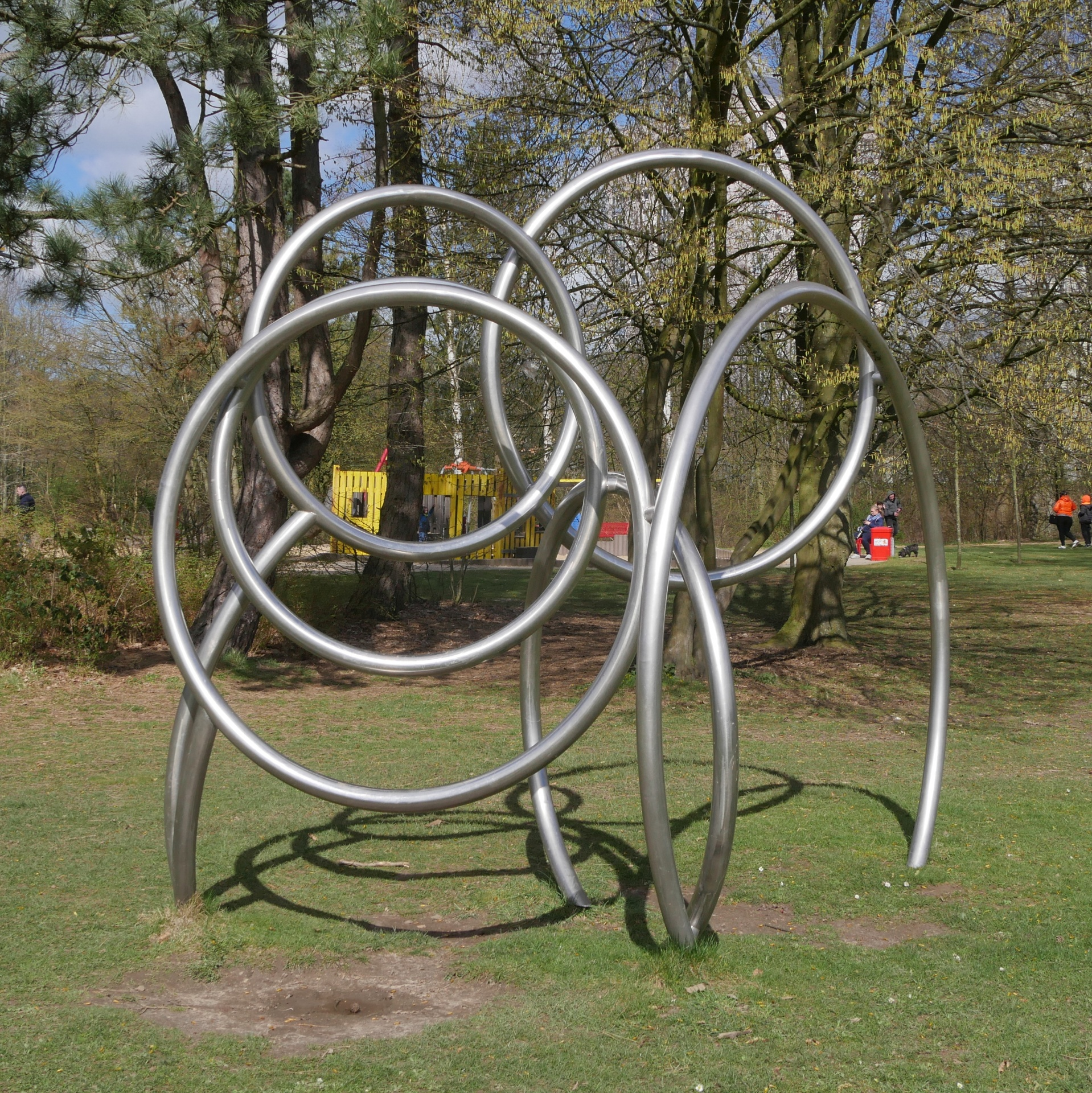
Arthur Boltze (1932–2015): Ringformation.
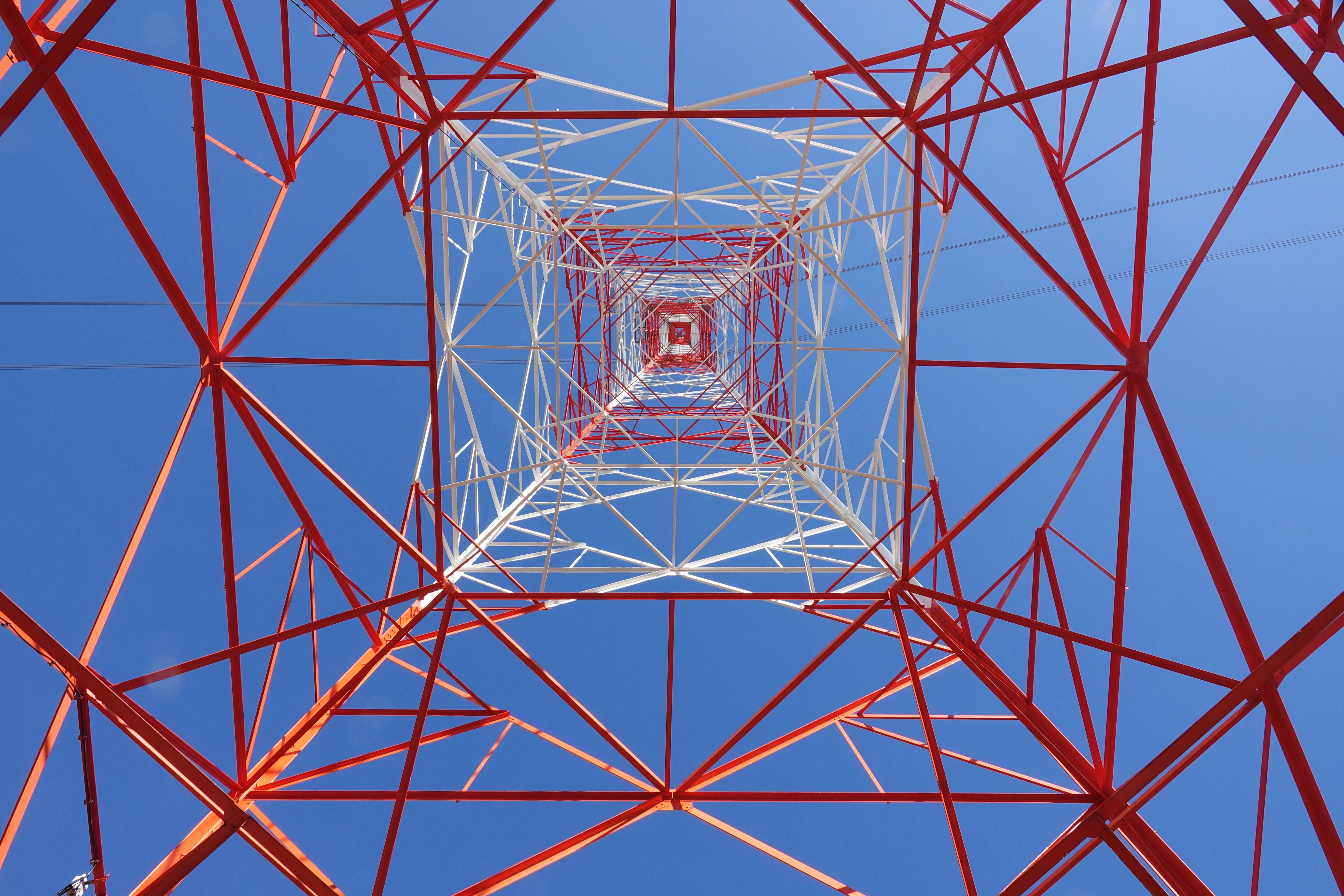
Blick von unten in das Innere eines rot-weißen Sendemastes.

## Form / Fläche
Eine Form (lateinisch forma: Äußeres, Figur, Gestalt) kann amorph (griechisch a morphé: ohne Gestalt, ungeformt), geometrisch, symmetrisch, wie auch dekorativ, karikierend, expressionistisch oder impressionistisch sein. Ihre Kontur (Begrenzung, Umriss) kann scharf begrenzt, unscharf, durch eine Umrisslinie (Cloisonnismus) begrenzt sein oder sich durch einen Hell-Dunkel- bzw. Farbunterschied von der Umgebung abheben. Zu den Variablen von Form und Größe kommen noch Binnenstrukturen, Farbnuancen und Hell-Dunkel-Modellierung hinzu. Nach dem Grad der Nachahmung der Realität lassen sich die Darstellungsweisen (Abstraktionsgrade) wirklichkeitsgetreu (Trompe l´œil), abstrahiert, deformiert, verfremdet oder abstrakt unterscheiden. Formkontraste sind unter anderem einfach–komplex, groß–klein, glatt–rau oder eckig–rund.

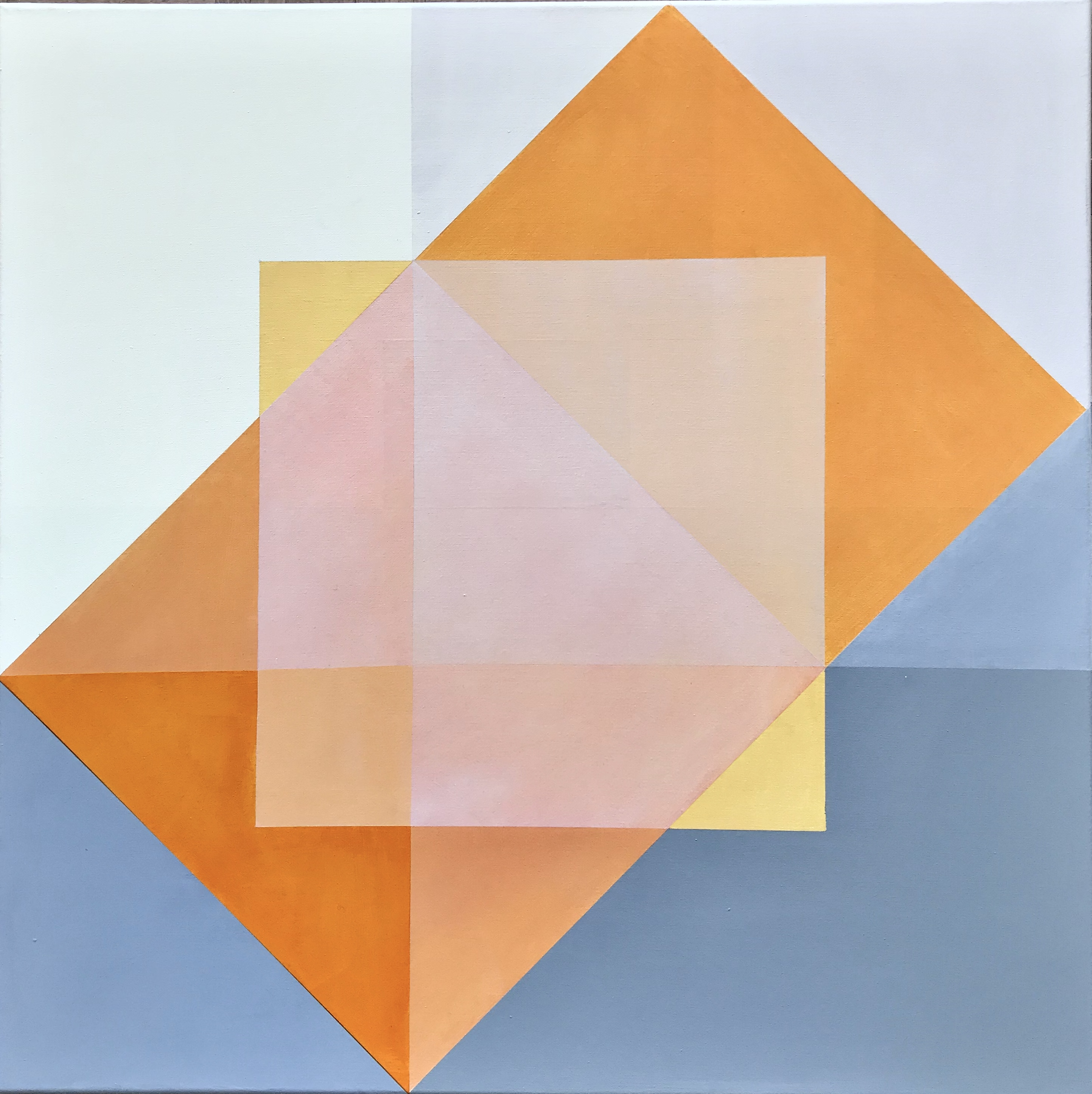
Irene Schramm-Biermann: Quadrate und goldene Rechtecke.
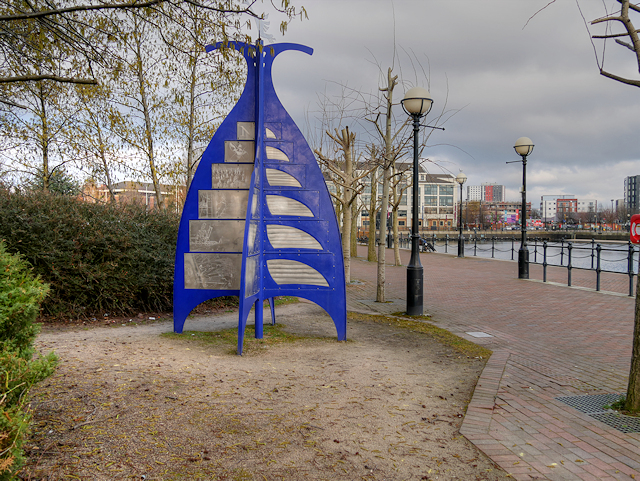
Noah Rose: Vier Ecken (Four Corners).
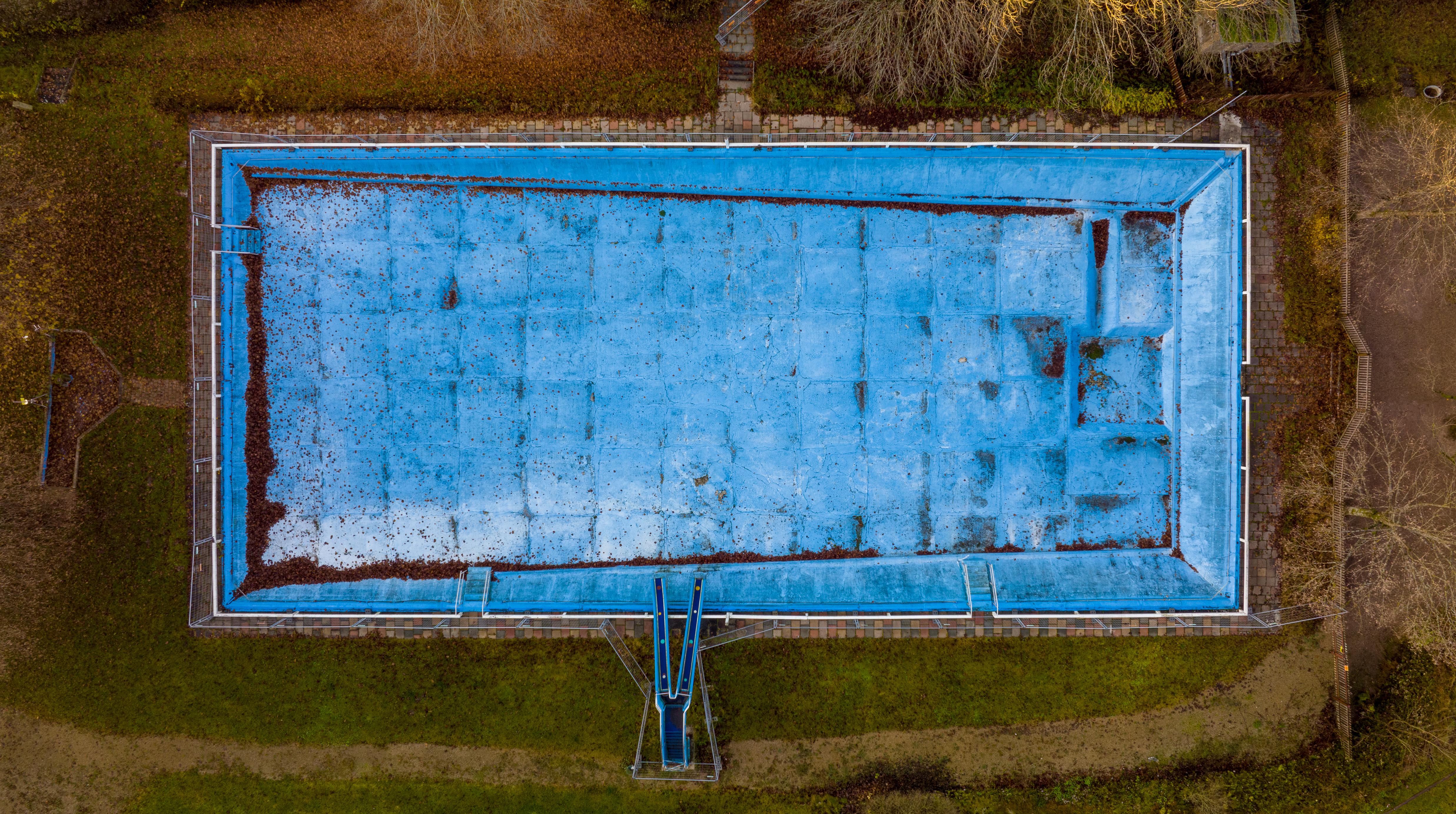
Luftbild vom Freibad in Streitberg, Bayern.

## Raum / Perspektive
In einem Bild können Gegenstände und Räume (althochdeutsch rum: Lagerstätte, Platz, Raum, Weite) flach oder mit Hilfe unterschiedlicher, perspektivischer Mittel räumlich dargestellt sein. Zu den einfachen Mitteln gehören Größenperspektive (Größenunterschiede, Größenabnahme, Verkleinern), Höhenstaffelung (Höhenunterschied, Höhersetzen) und Überschneidung (Hintereinanderstaffelung, Verdeckung). Kantig-rechtwinklige Objekte (z. B. Gebäude, Möbel, Zimmer) lassen sich mit der Parallel- oder Zentralperspektive konstruieren. Zusätzlich sind Farb- und Luftperspektive malerische Mittel zur Schaffung von Räumlichkeit. Das Repoussoir platziert Bildelemente im Vordergrund eines Kunstwerkes, einer Fotografie oder im Film. Schließlich nutzen Künstlerinnen und Künstler verfremdete perspektivische Mittel, um mit mehrdeutigen Räumen oder unmöglichen Objekten Irritationen hervorzurufen.

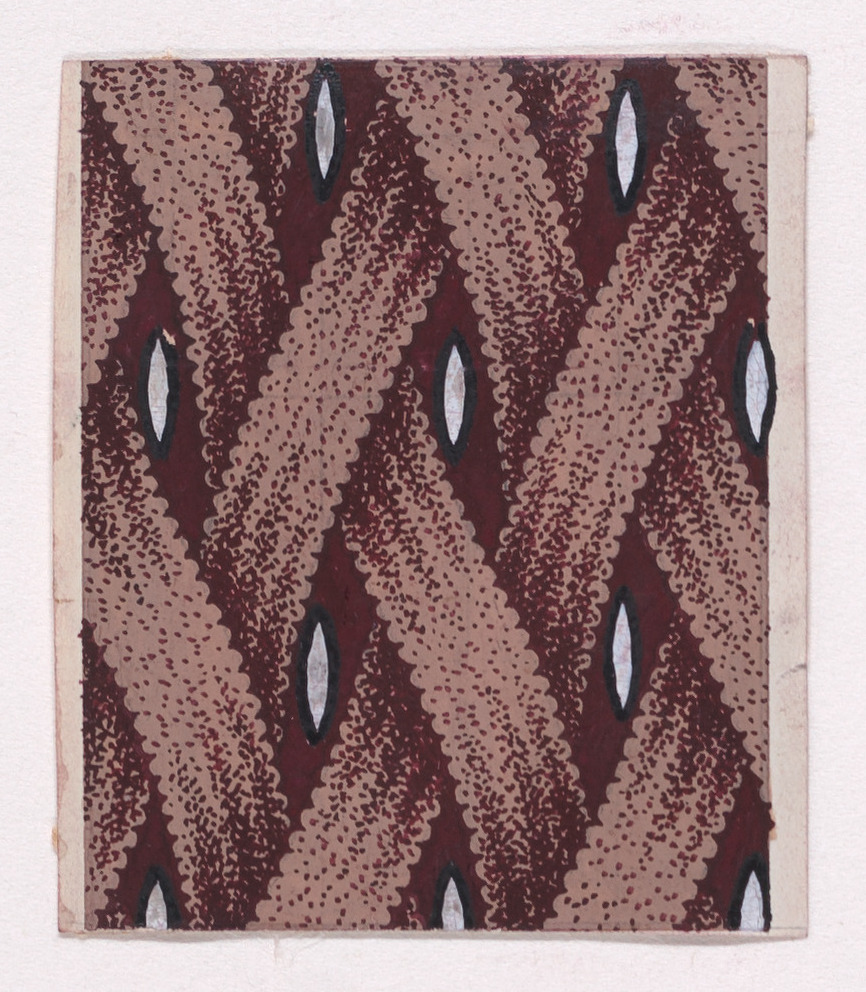
Überschneidungen und Hell-Dunkel-Modellierungen. Entwurf für einen Stoff mit Korbgeflechtmuster.
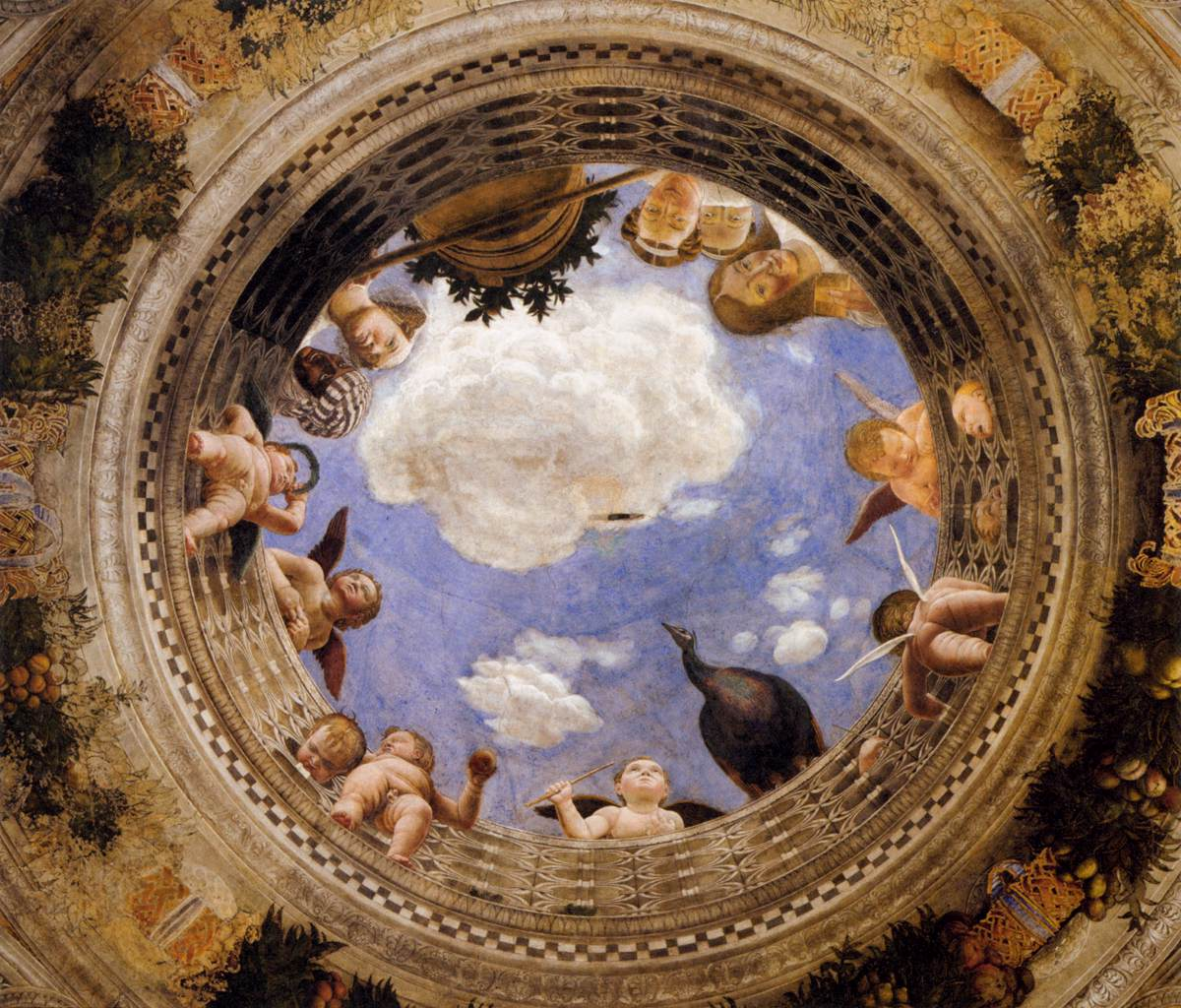
Hell-Dunkel-Modellierungen und perspektivische Verkürzungen. Andrea Mantegna (1431–1506): Deckenbemalung mit illusionistischer Raumöffnung.
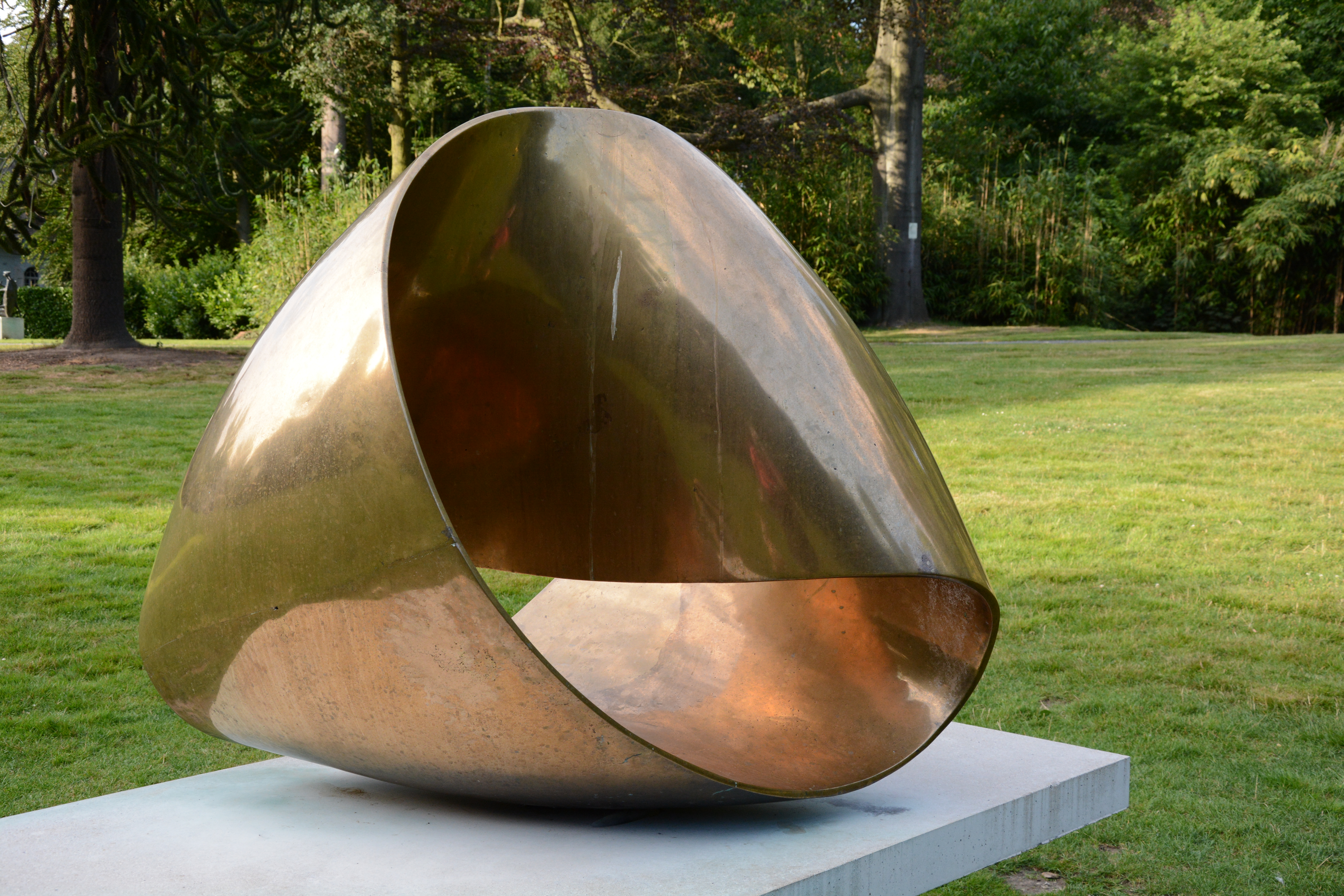
Räumlich gebogene Fläche. Max Bill (1908–1994): Endlos gewundene Schleife.
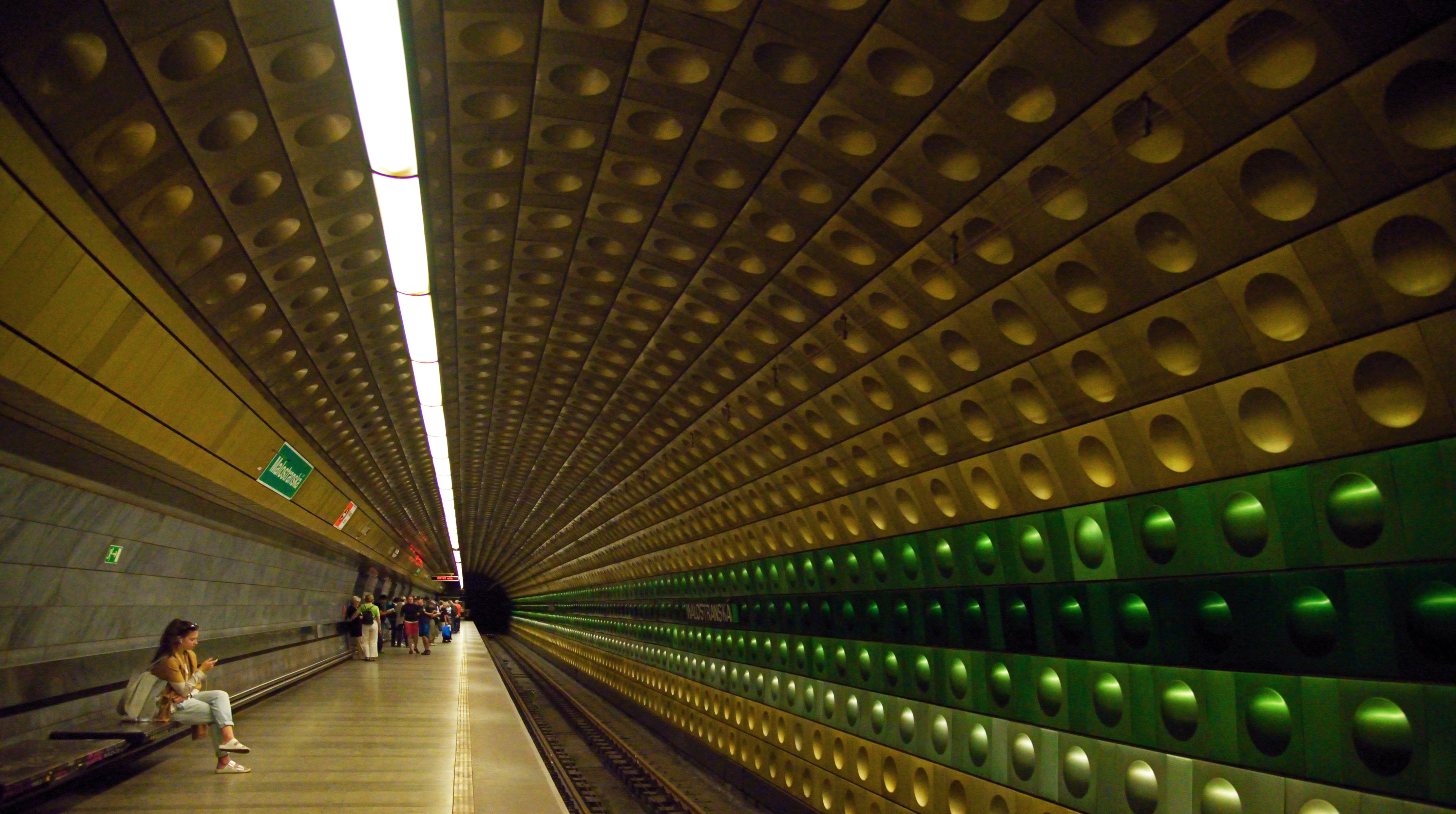
Zentralperspektive. U-Bahn-Station Malostranská in Prag.
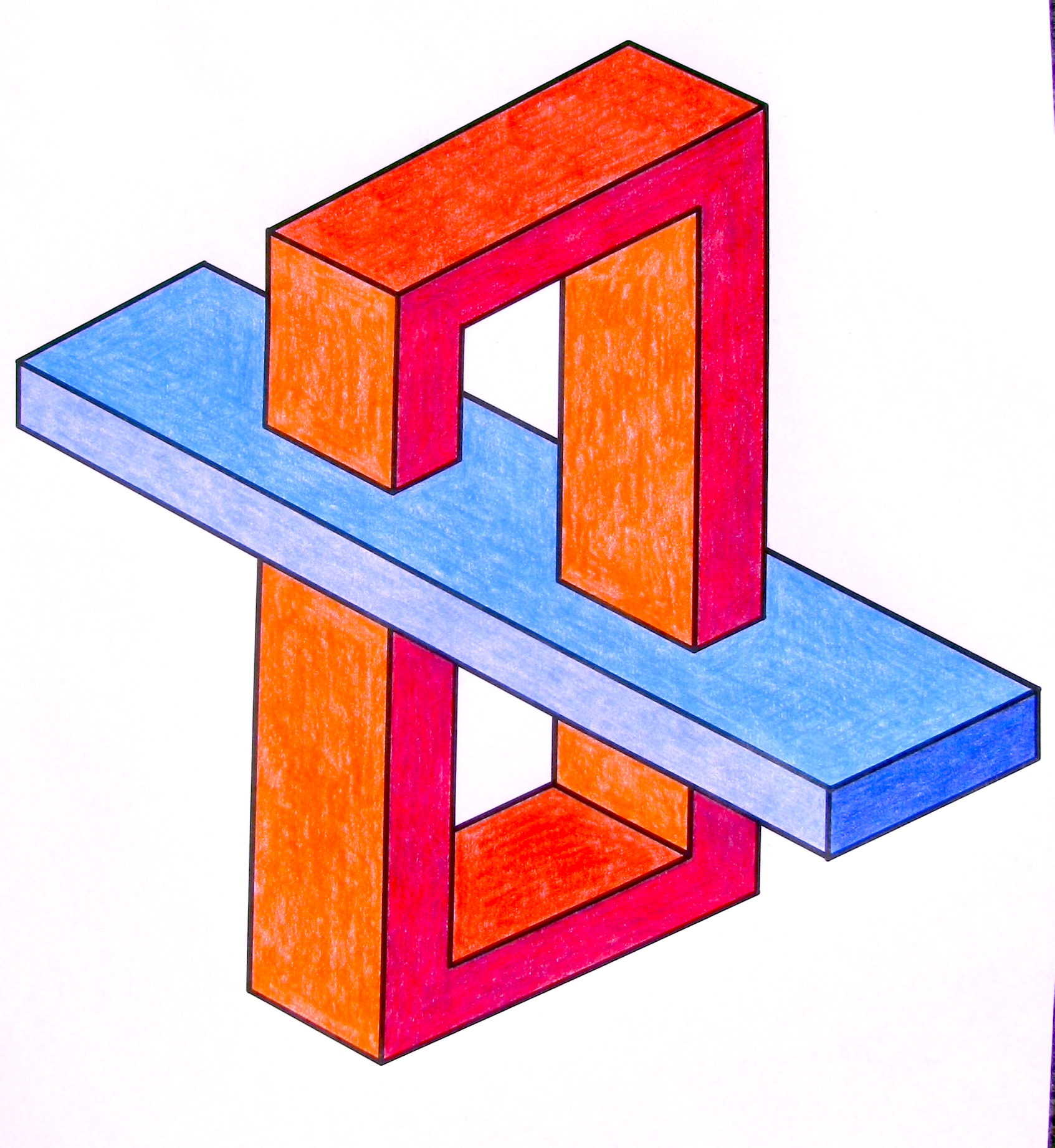
Unmögliches Objekt nach Oscar Reutersvärd (1915–2002).

## Farbe
Die Farbe (mittelhochdeutsch varwe: Farbe) ist das Hauptausdrucksmittel der künstlerischen Gestaltung. Die Farbe kann lasierend oder deckend, pastos oder glatt und in einer oder mehreren Schichten aufgetragen sein (Farbauftrag). Die Farbbeziehung beschreibt, wie viele und welche Farben Verwendung finden. Das können Einfarbigkeit (Monochromie), Farbenähnlichkeit (Farbverwandtschaft) oder Farbkontraste sein. Mit welcher Absicht Kunstschaffende Farben verwenden, beschreibt die Farbfunktion. Hier unterscheidet man Gegenstandsfarbe, Symbolfarbe, Erscheinungsfarbe, Ausdrucksfarbe und autonome Farbe.

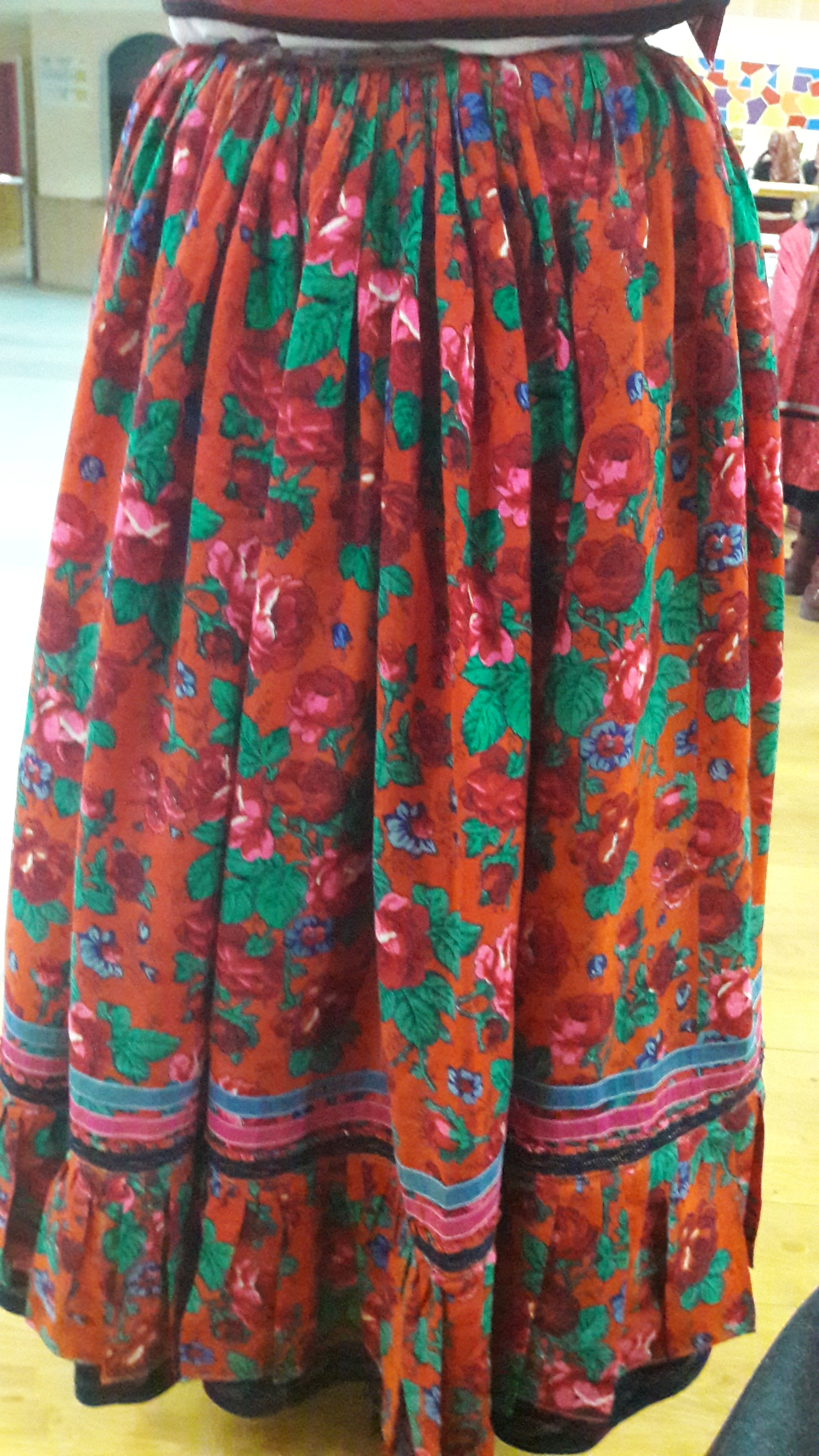
Bunte Folklore. Traditionelle russische Tracht aus Trostenets.
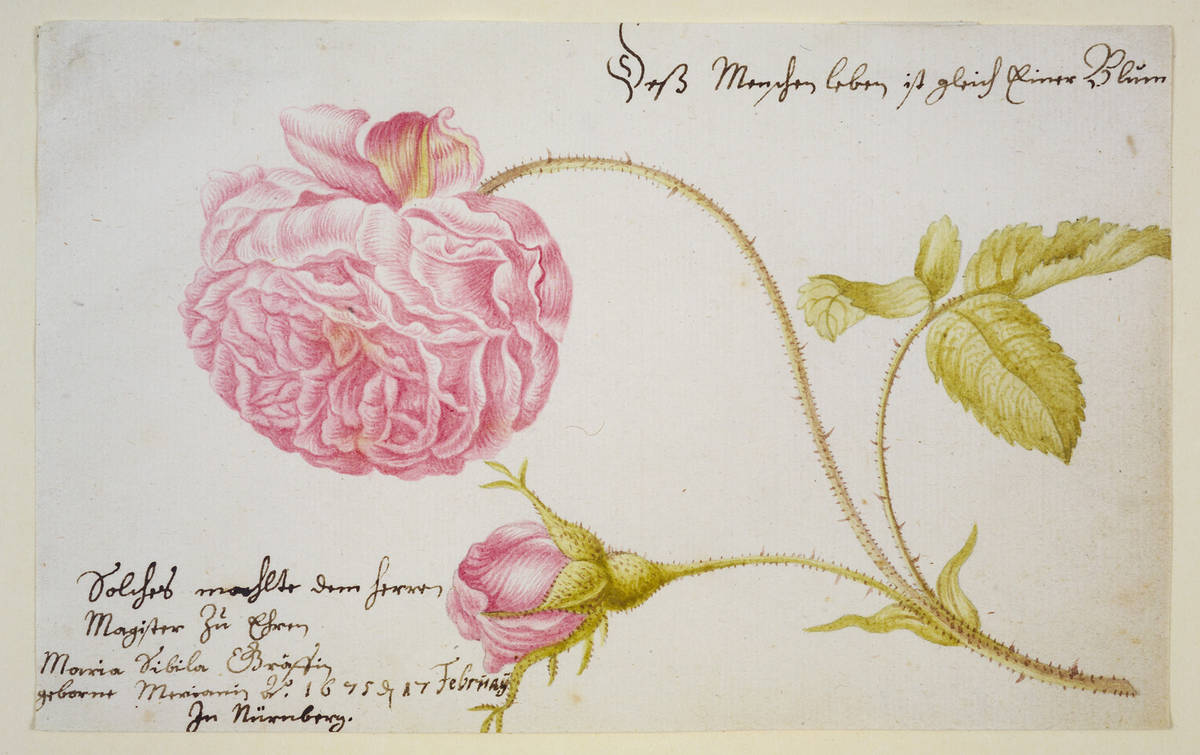
Lasierender Farbauftrag und Gegenstandsfarbe. Maria Sibylla Merian (1647–1717): Rose. Aquarell, 1675.
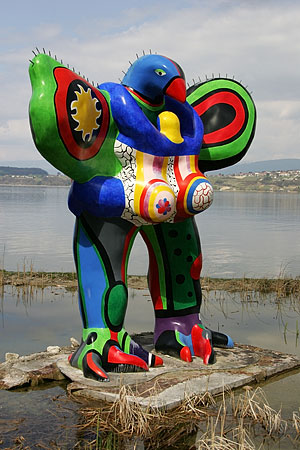
Deckender Farbauftrag und Farbe-an-sich-Kontrast. Niki de Saint Phalle (1930–2002): Liebesvogel.
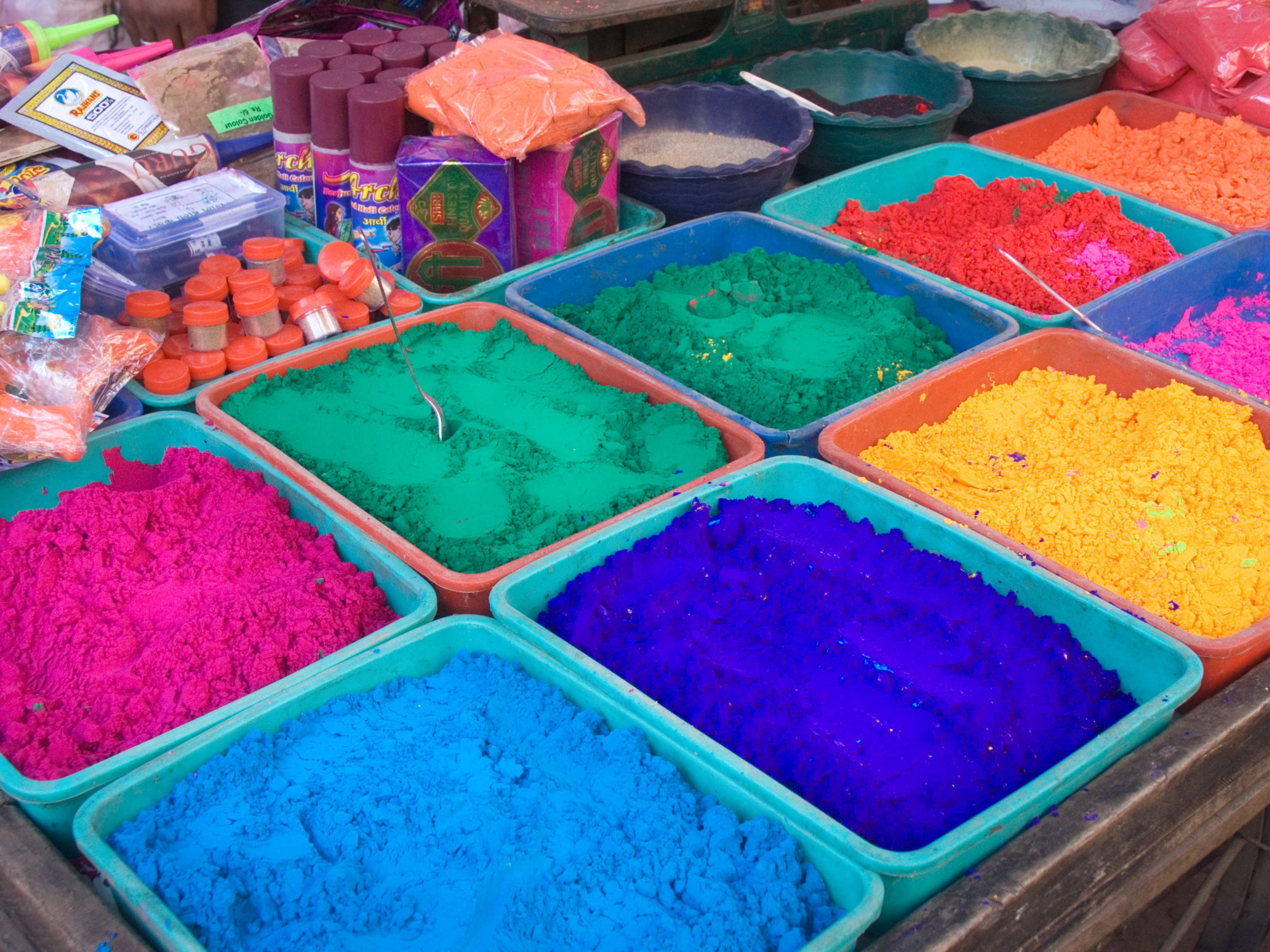
Autonome Farbe. Farbpulver-Verkaufsstand für das Holi-Fest (Fest der Farben). Indien.

## Komposition
Die Komposition (lateinisch compositio: Anordnung, Gestaltung, Zusammenstellung) (auch Anordnungsprinzip, Bildaufbau) ist ein übergeordnetes bildnerisches Mittel. Sie bezeichnet die bewusste, wohldurchdachte oder intuitive Auswahl und Anordnung der bildnerischen Mittel auf der Bildfläche. Wichtige Kompositionsarten (Kompositionsschemata) sind zum Beispiel Diagonalkomposition, Dreieckskomposition, Symmetrie, Asymmetrie, tektonische Komposition (Statik) und atektonische Komposition (Dynamik). Bei einer offenen Komposition sind die Motive vom Bildrand auffällig angeschnitten, während diese bei der geschlossenen Komposition vollständig dargestellt sind. Eine Kompositionsskizze ist eine gezeichnete Skizze eines Gemäldes und zeigt Schwerpunkte, wichtige Linien und Formen. Die Skizze verdeutlicht kompositorische Einzelaspekte und hilft, den Bildaufbau, Zusammenhänge, Wirkungen und Aussagen besser zu verstehen.

Diagonalkomposition. Logo der Deutschen Bank.
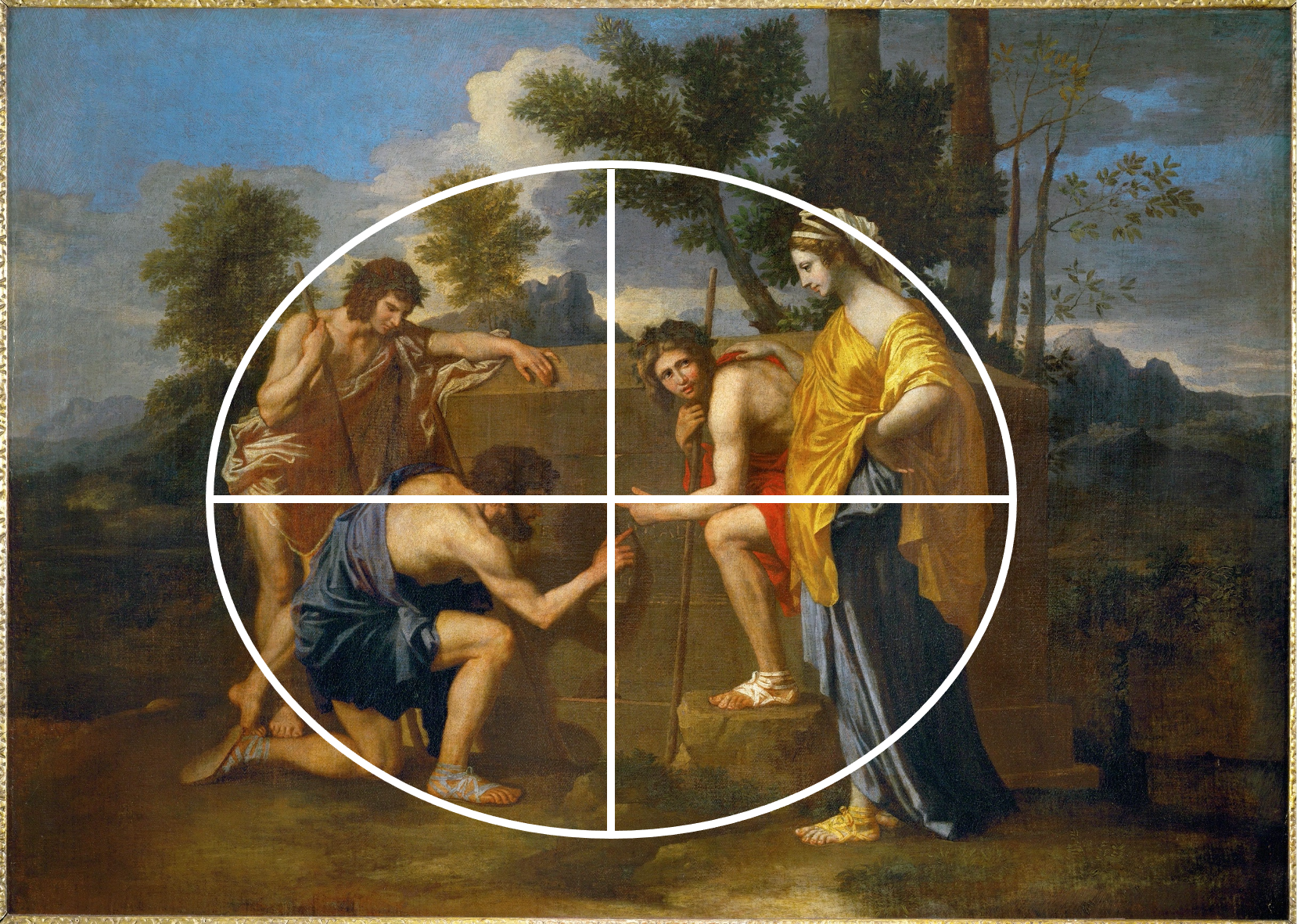
Ovale Kompositionsfigur. Nicolas Poussin (1594–1665): Die Hirten von Arkadien (Et in Arcadia ego), 1638–1639.
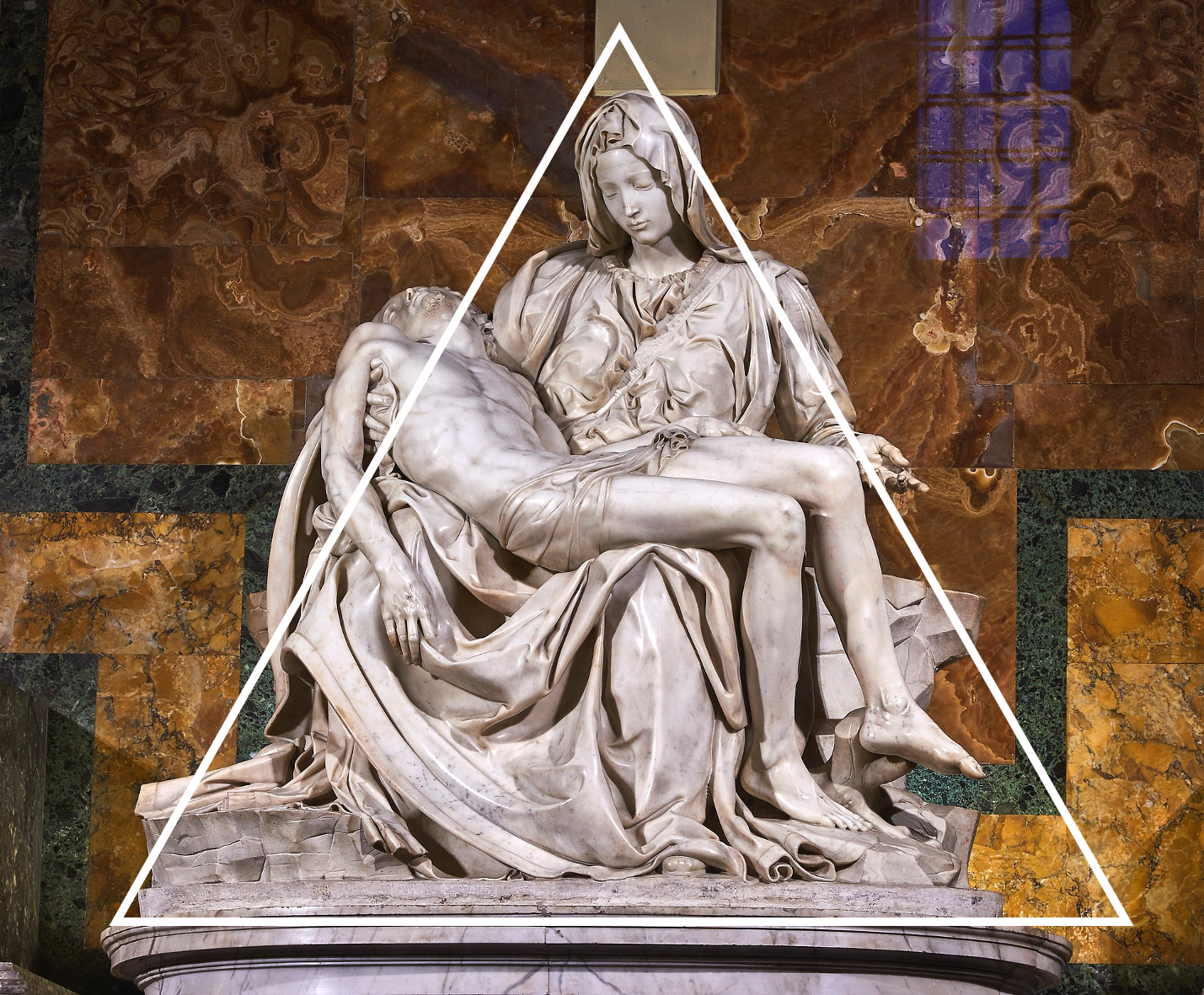
Dreieckskomposition. Michelangelo (1475–1564): Pietà, um 1499.
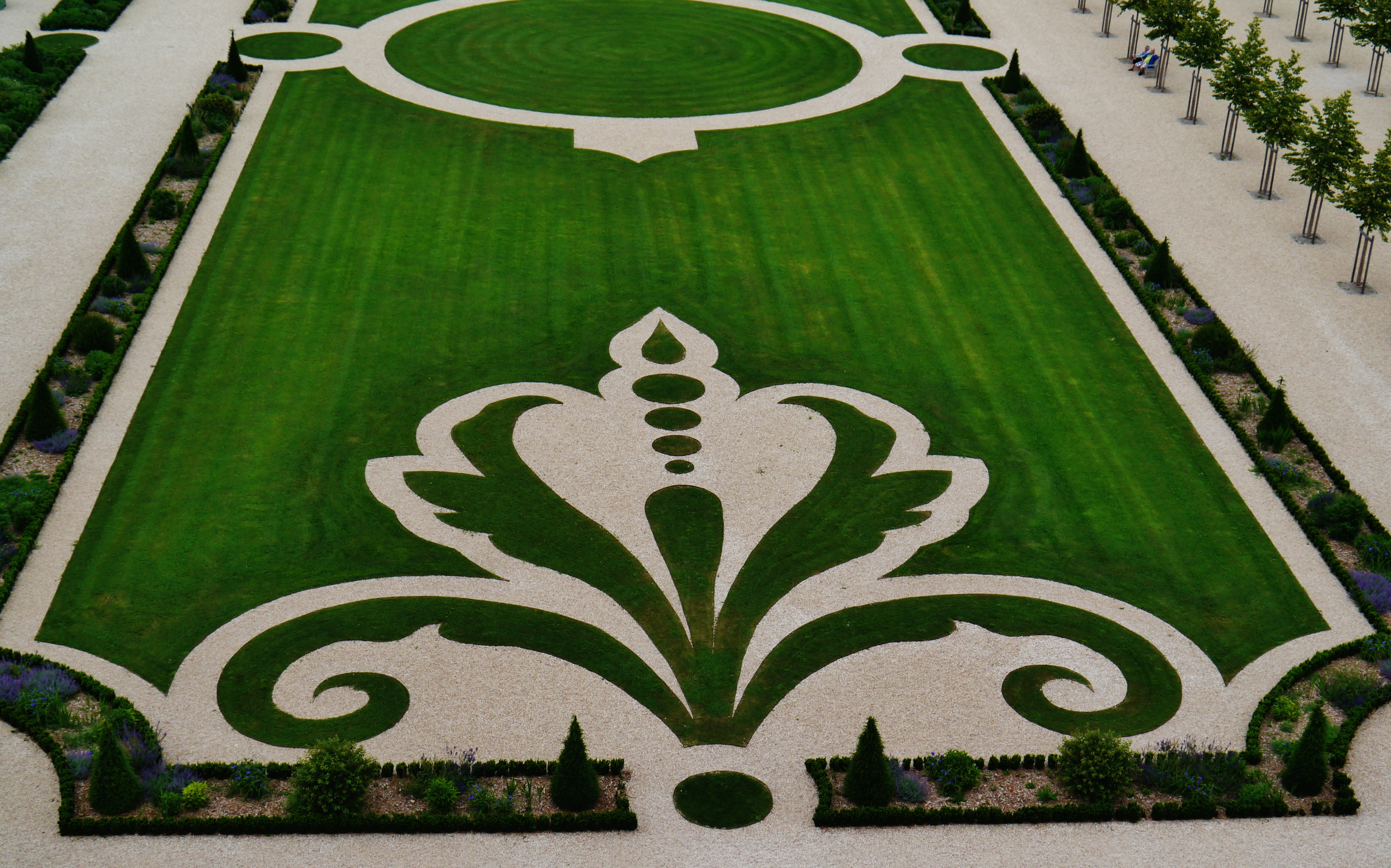
Symmetrie. Französischer Garten des Schlosses Chambord / Loiretal.

## Format
Das Format (Bildformat, Bildfläche) bezeichnet die Form und Größe eines zweidimensionalen Objektes. Meist ist es ein Rechteck (Hochformat = Hochrechteck oder Querformat = Flachrechteck) oder Quadrat. Daneben gibt es das Tondo (Rundformat), das Oval, die Raute (den Rhombus) oder die frei geformte Leinwand (Sonderformat) mit unregelmäßigem Umriss.

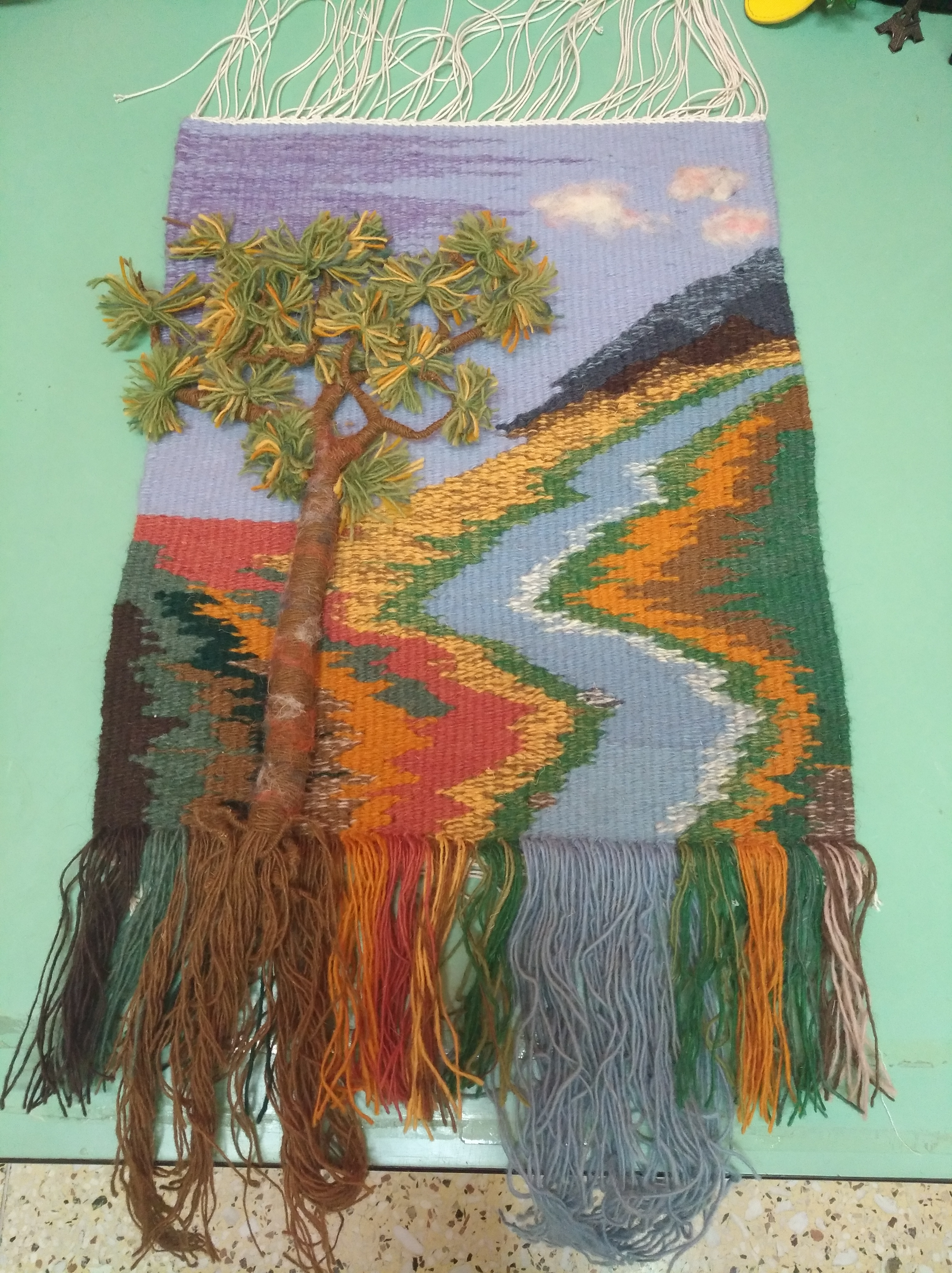
Hochformat (Trapez). Gewebter Wandteppich.
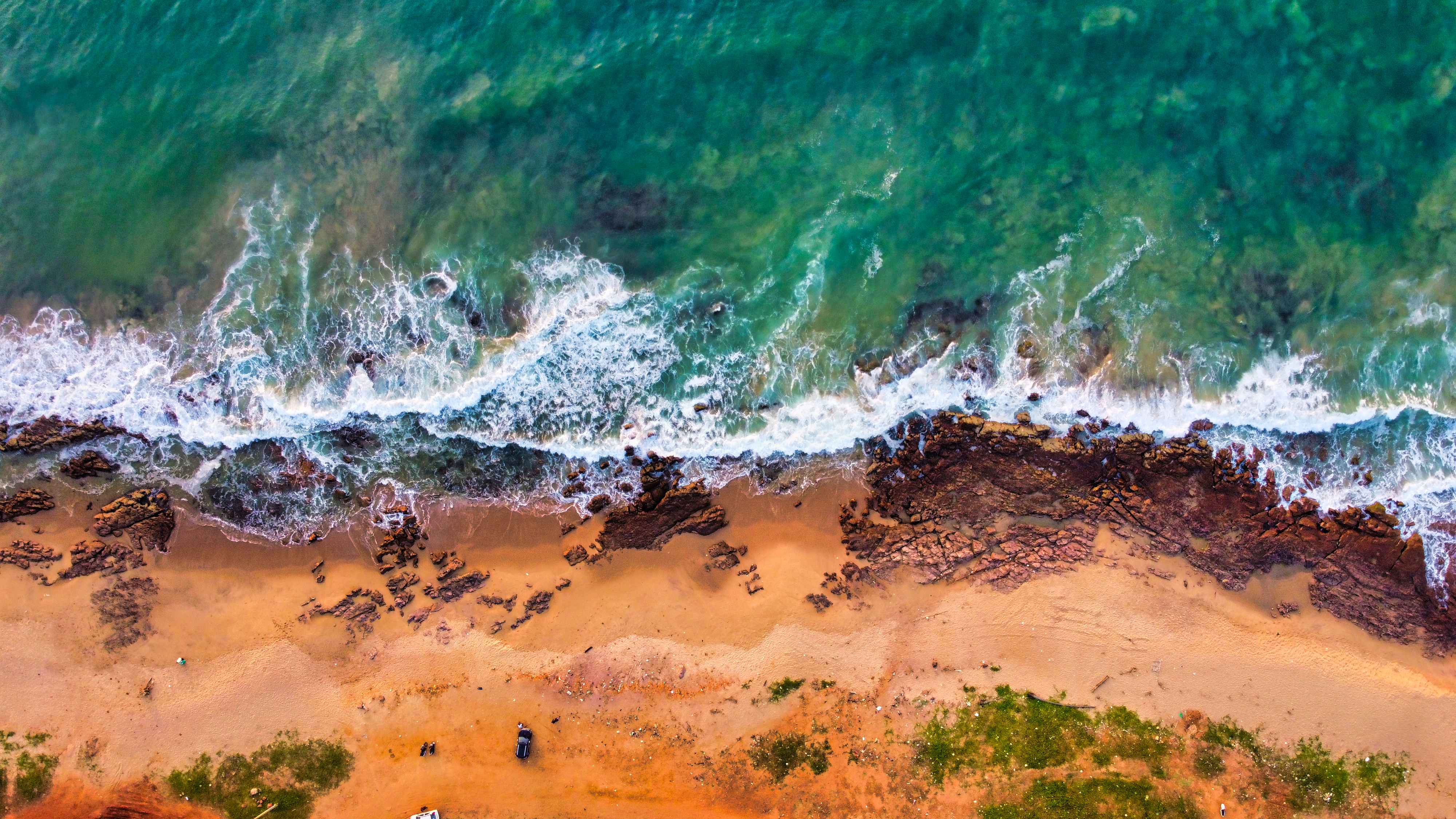
Querformat. Luftaufnahme des Rushikonda-Strandes, Indien.
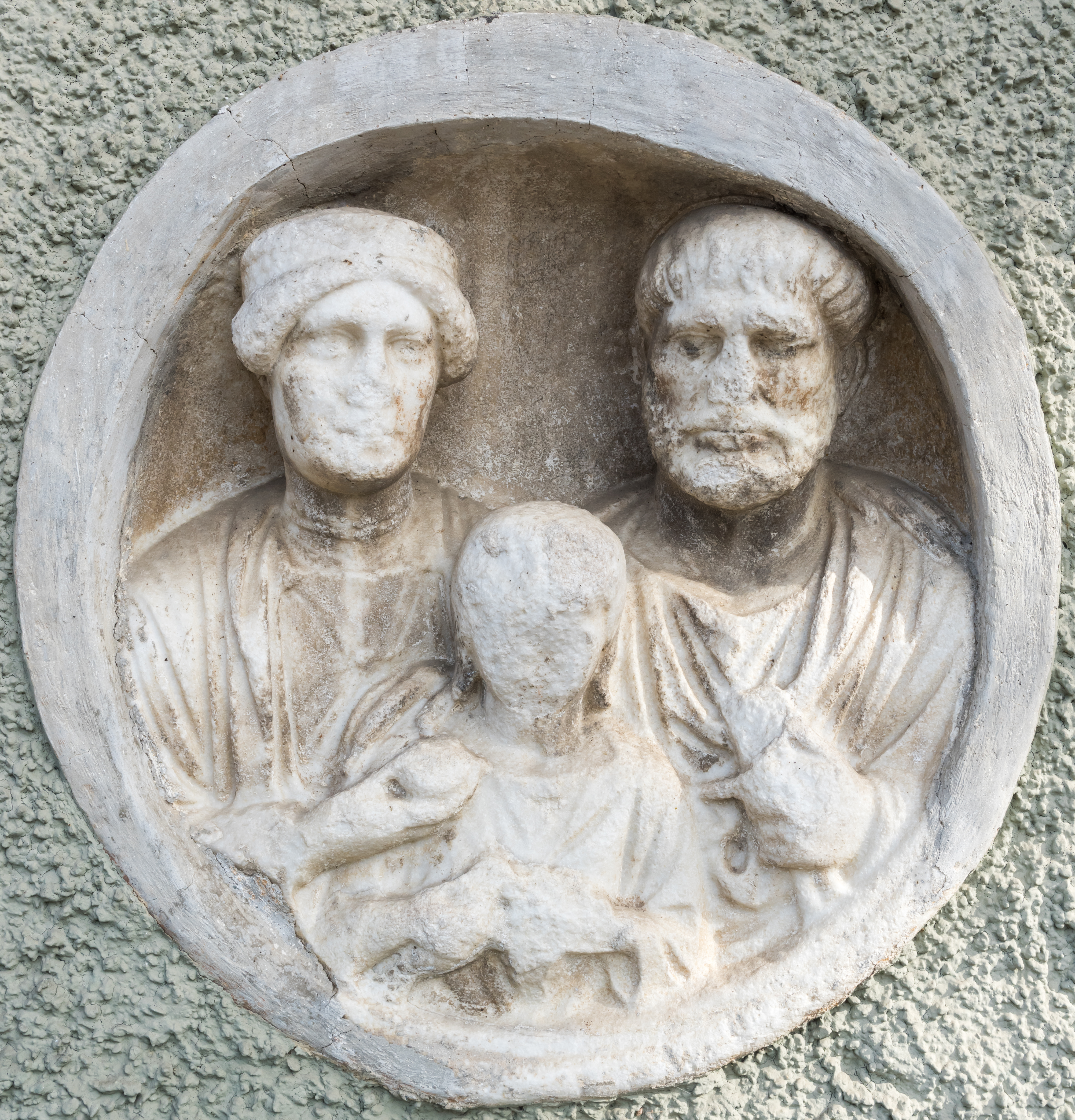
Tondo. Römischer Grabstein mit der Darstellung eines Ehepaares mit Kind.
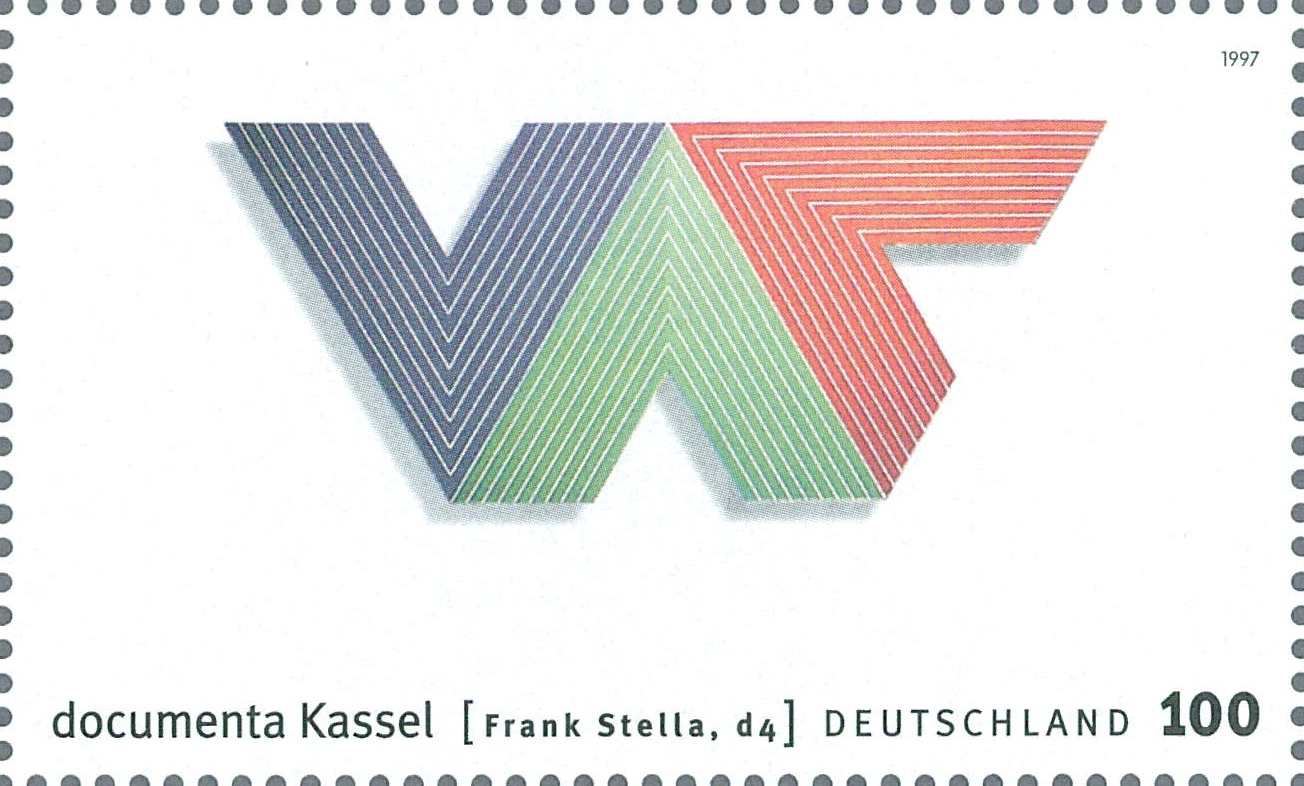
Frei geformte Leinwand. Frank Stella (geb. 1936): Grafik (Briefmarke) zur 4. Documenta 1997.

## Licht und Schatten
Licht und Schatten (Beleuchtung, Hell-Dunkel-Modellierung, Hell-Dunkel-Werte, Helligkeit, Plastizität, italienisch Chiaroscuro, französisch Clair-obscur) dient der räumlichen Darstellung von Gegenständen, wichtig vor allem bei gerundeten Formen (z. B. Menschen, Kugeln, Zylinder). Die Lichtquelle kann außerhalb oder innerhalb des Bildraumes liegen, sichtbar oder verborgen sein. Sie kann natürlich (z. B. Sonne, Mond) oder künstlich (z. B. Kerze, Lampe, Feuer) sein. Der Stand der Sonne bestimmt die Tageszeit mit Morgenlicht, Tageslicht oder Abendlicht. Je nachdem, von wo das Licht einfällt, entstehen Seitenlicht, Gegenlicht, Frontallicht, Auflicht oder Unterlicht. Hell beleuchtete Bildteile können hervorgehoben sein, während dunkle Schattenzonen versinken.

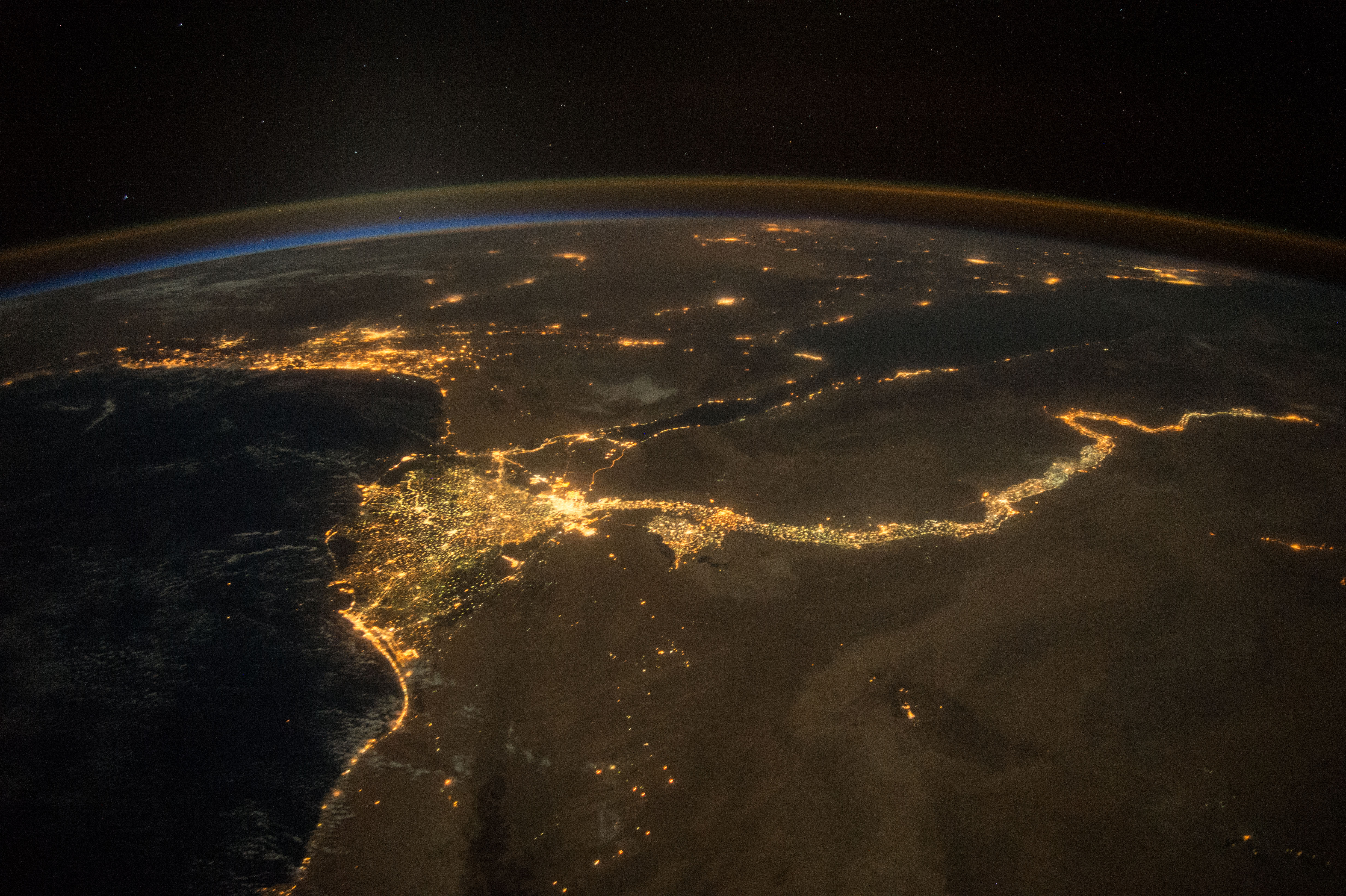
Kunstlicht und Dunkelheit. Blick aus dem Weltall bei Nacht auf Mittelmeer, Nildelta und Nil.
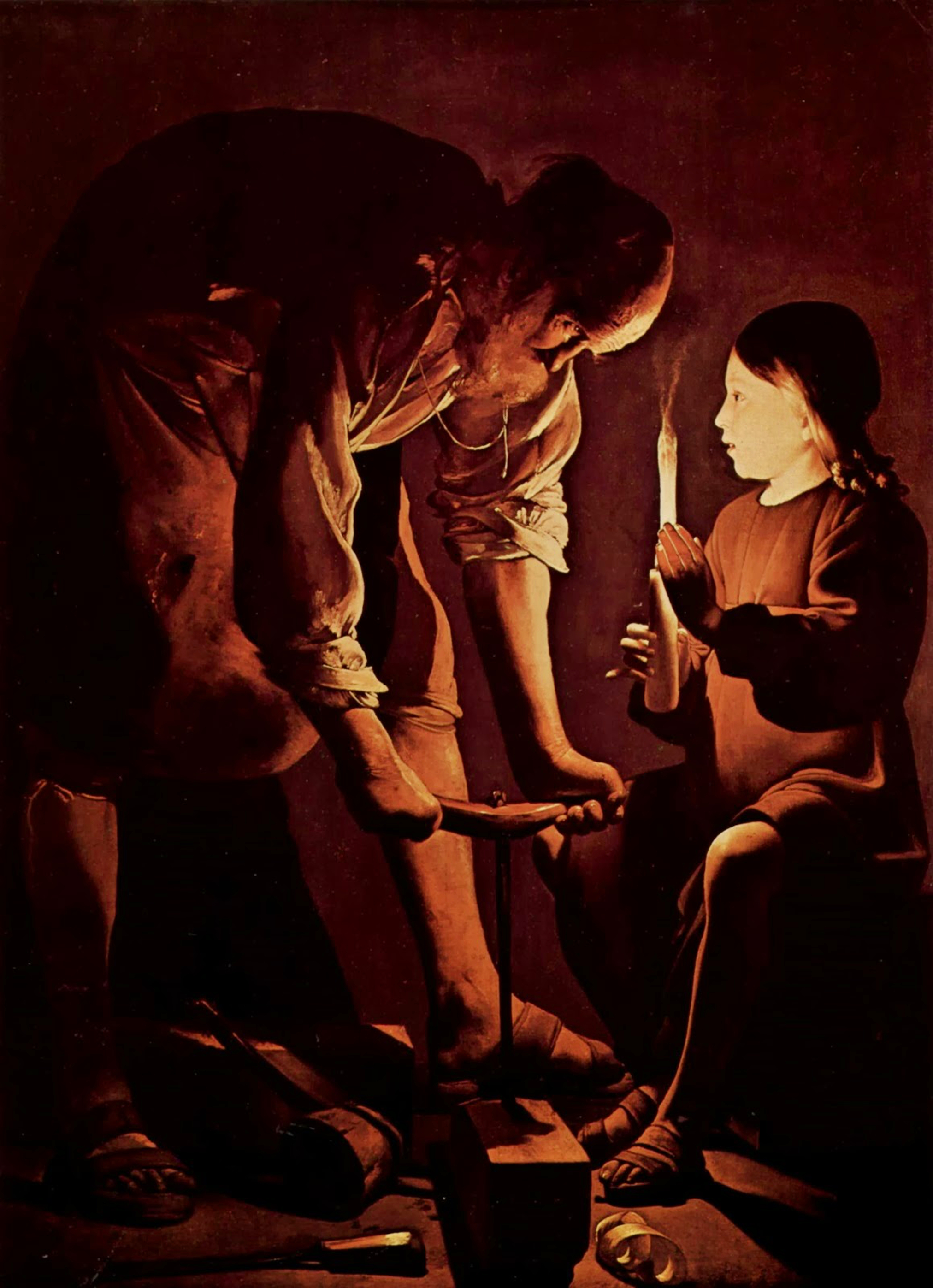
Plastizität, künstliche, sichtbare Lichtquelle innerhalb des Bildraums. Georges de la Tour: Der heilige Josef als Zimmermann.
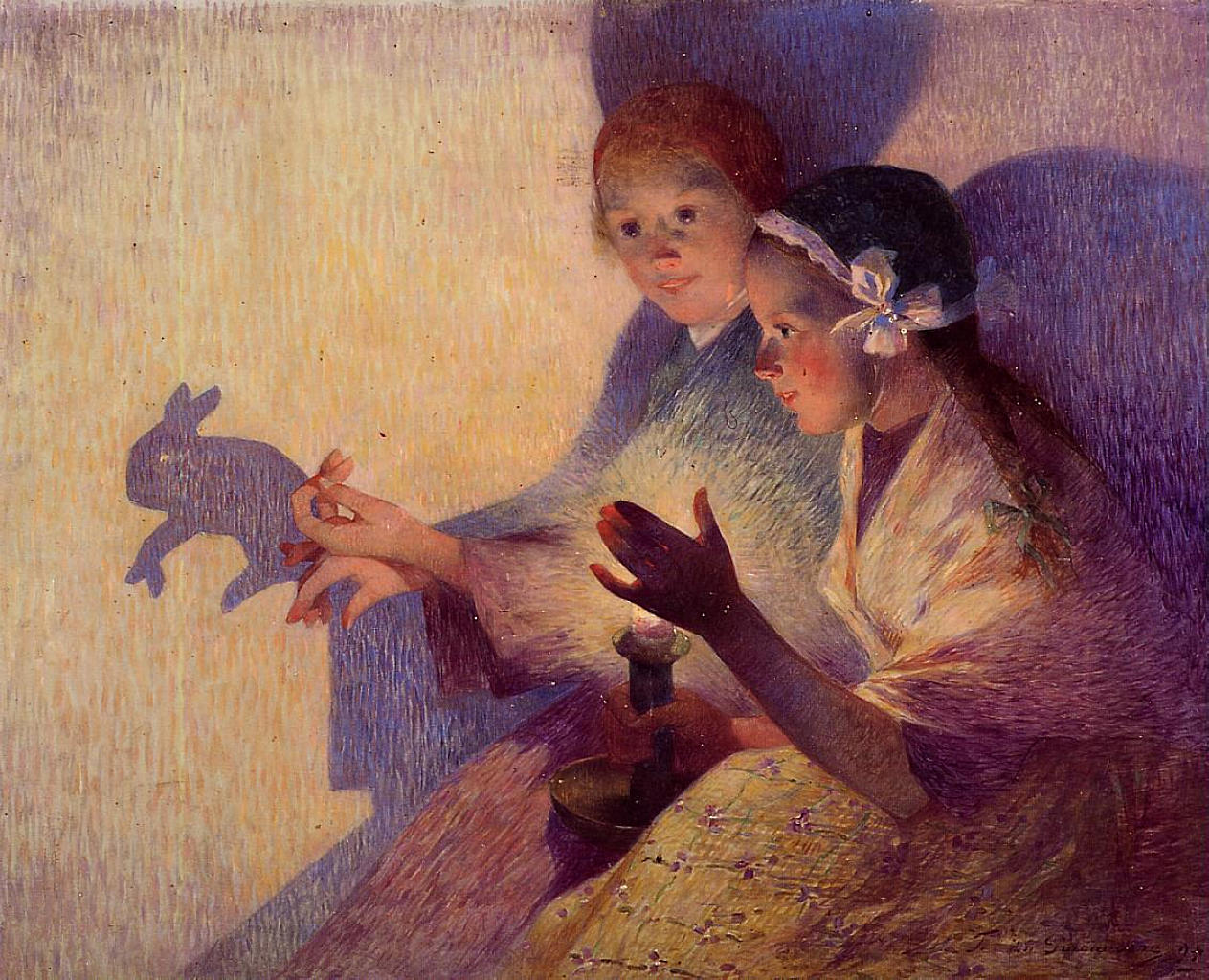
Schattenspiel mit punktförmiger Lichtquelle und scharfem Schatten. Ferdinand du Puigaudeau: Chinesische Schatten – der Hase.
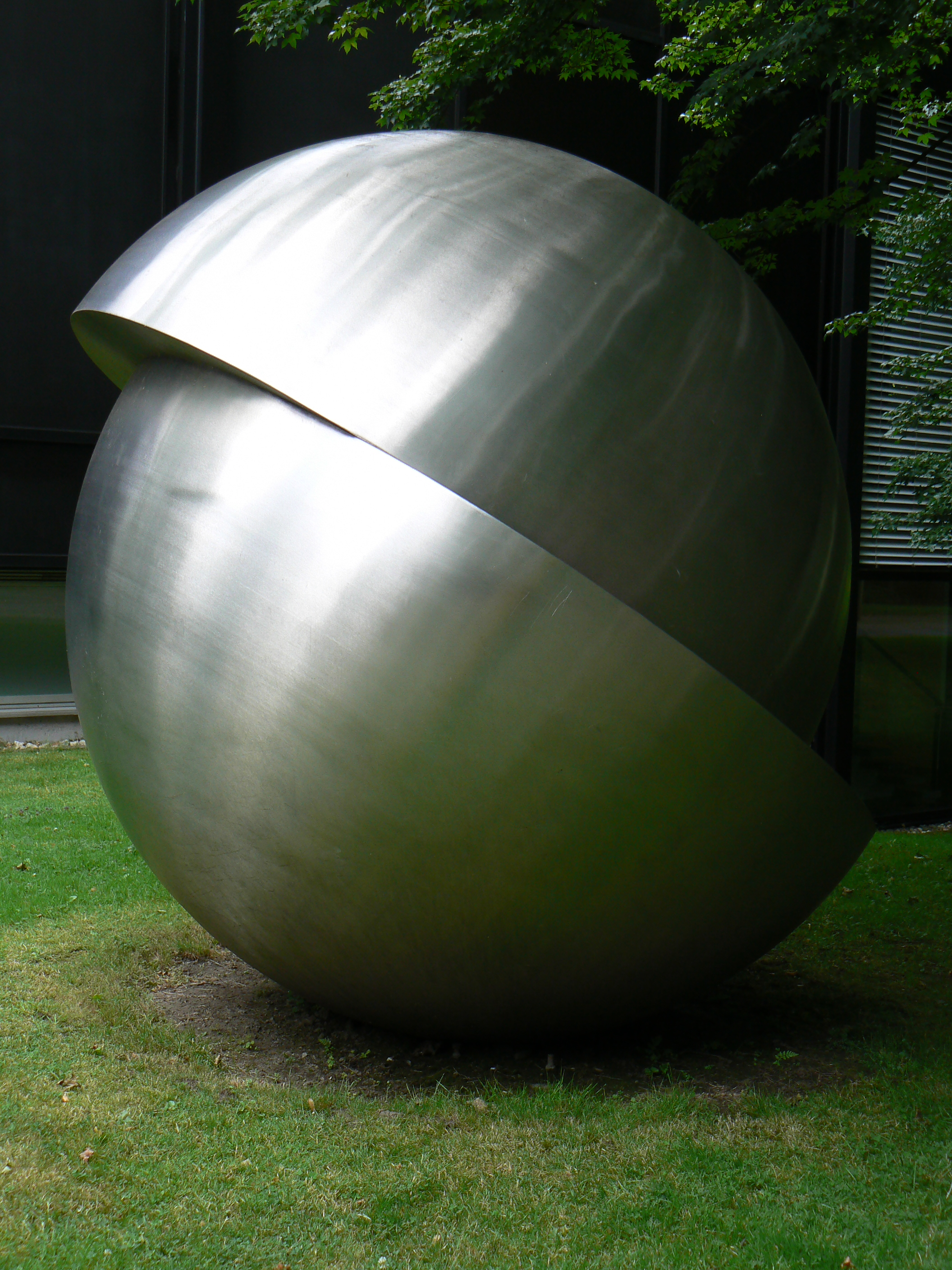
Plastizität durch Licht und Schatten. Ernst Hermanns (1914–2000): Zwei gegeneinander verschobene Halbkugeln, 1977.
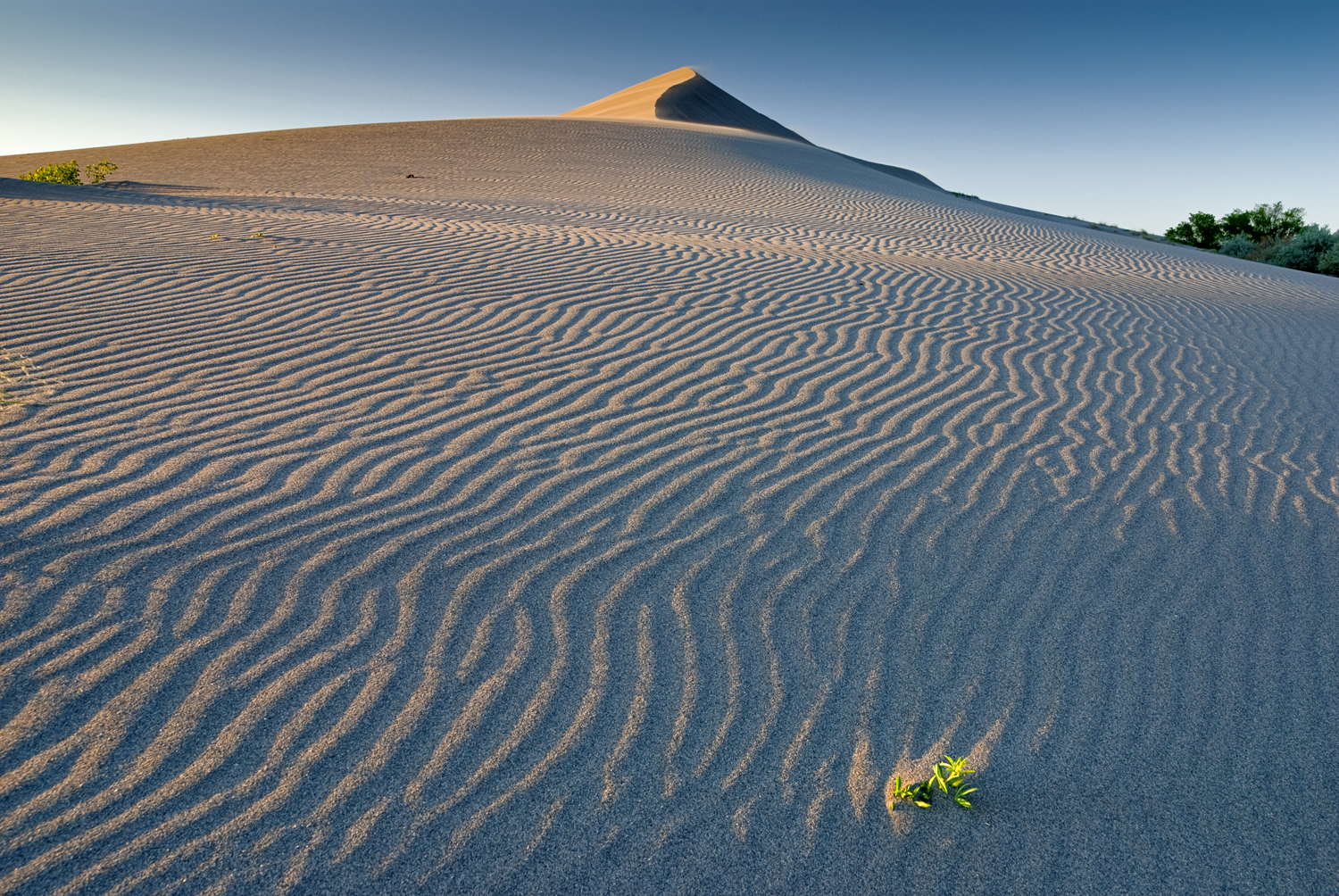
Sandstrukturen und farbiger Schatten. Sandwellen bei Abendbeleuchtung.

## Proportion
Die Proportion (lateinisch proportio: Größen- oder Maßverhältnis) bezeichnet die regelhafte Unterteilung von Linien, Flächen, Körpern und Räumen. Wichtige Beispiele sind das Verhältnis 1:1 wie beim Quadrat, das Seitenverhältnis 1:1,414 (Wurzel 2) bei DIN-A-Formaten, der goldene Schnitt (1:1,618) oder eine Einteilung nach der Drittelregel. Häufig dient die Verwendung bestimmter Proportionen dazu, ein Gefühl der Harmonie zu ermöglichen.

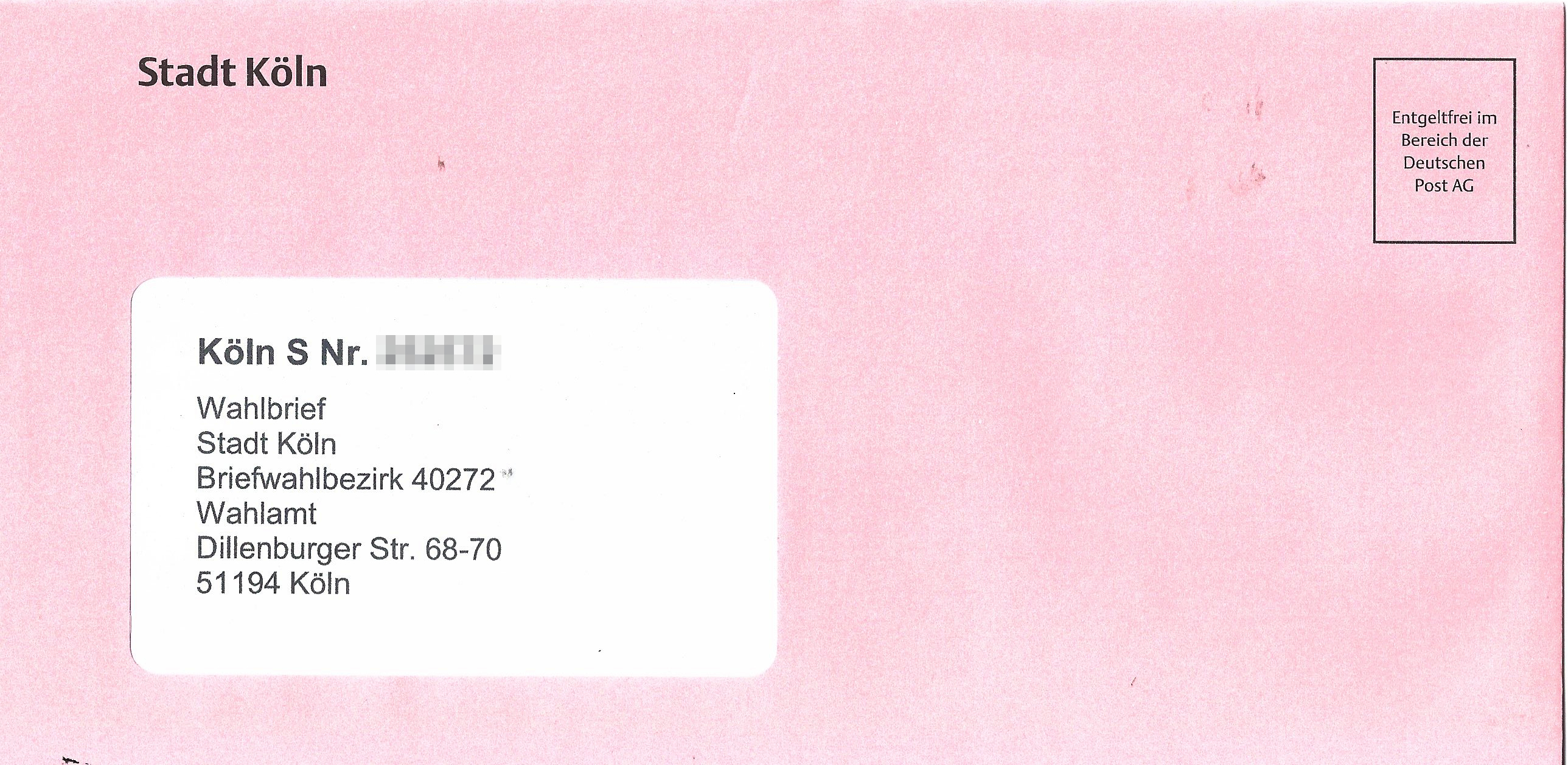
Seitenverhältnis 1:2. Briefumschlag 11 × 22 cm.
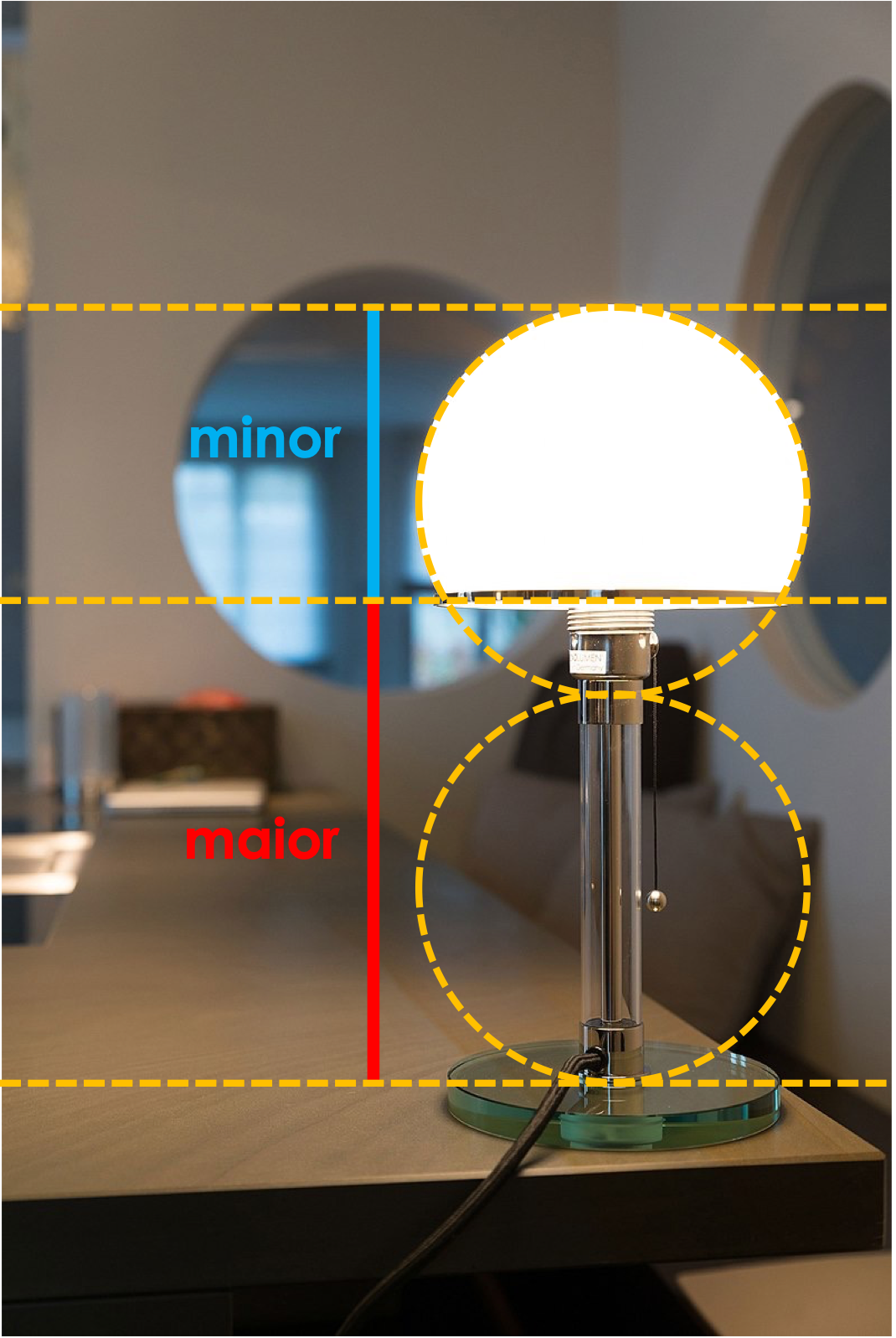
Proportionen nach dem goldenen Schnitt und dem Seitenverhältnis 2:1. Wilhelm Wagenfeld (1900–1990): Tischleuchte, 1923.
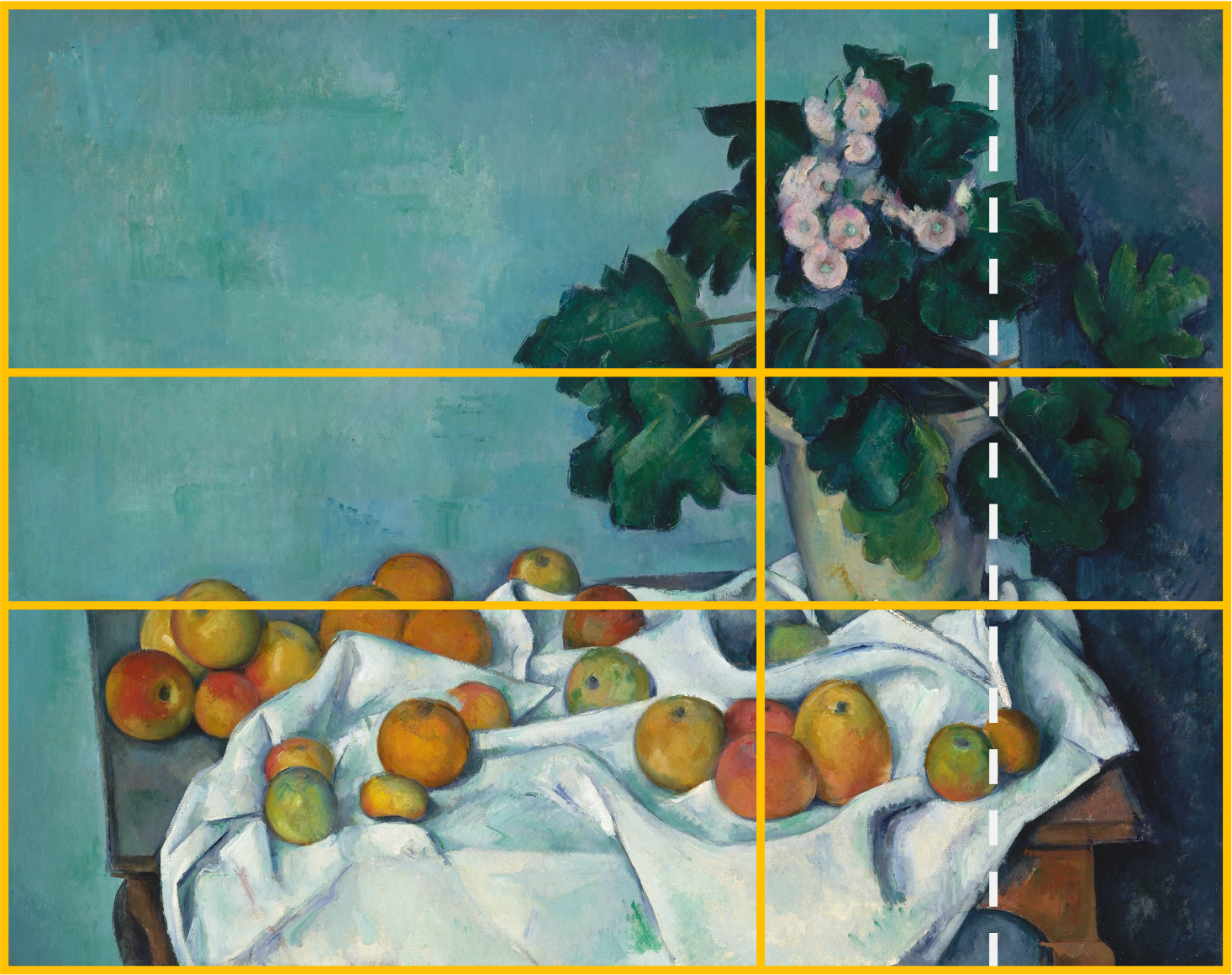
Proportion nach dem goldenen Schnitt. Paul Cézanne (1839–1906): Stillleben mit Äpfeln und einem Topf mit Primeln, ca. 1890.
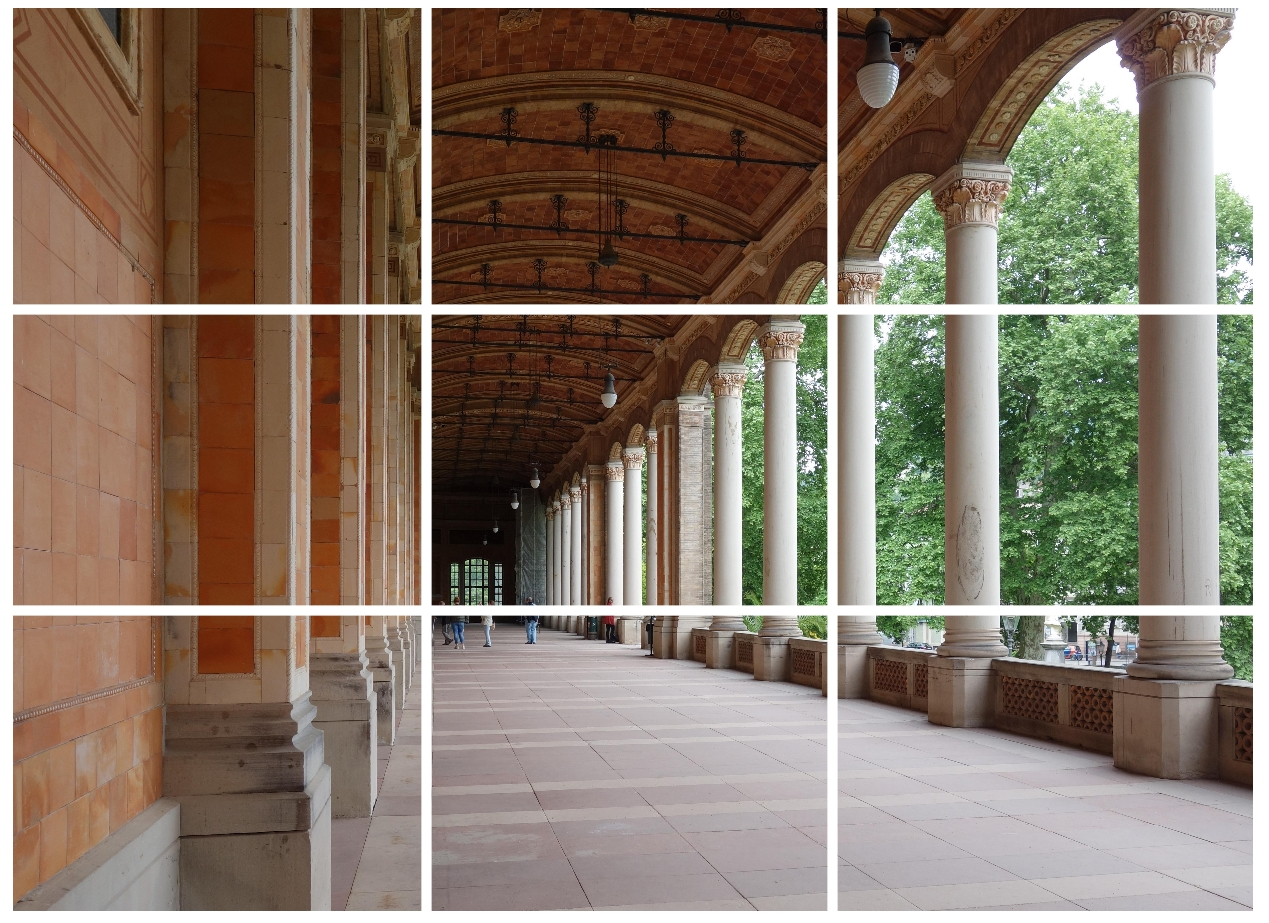
Drittelregel. Wandelhalle im Kurpark von Baden-Baden.

## Bewegung
Obwohl Kunstobjekte im Allgemeinen statisch sind, lässt sich Bewegung suggerieren, zum Beispiel durch Bewegungstäuschung, Bewegungsunschärfe, Flimmereffekt bei speziellen Grafikmustern, geschwungene Linien, Schrägen, simultan dargestellte Bewegungsphasen, Speed Lines, Wiederholungen oder Zentralperspektive.

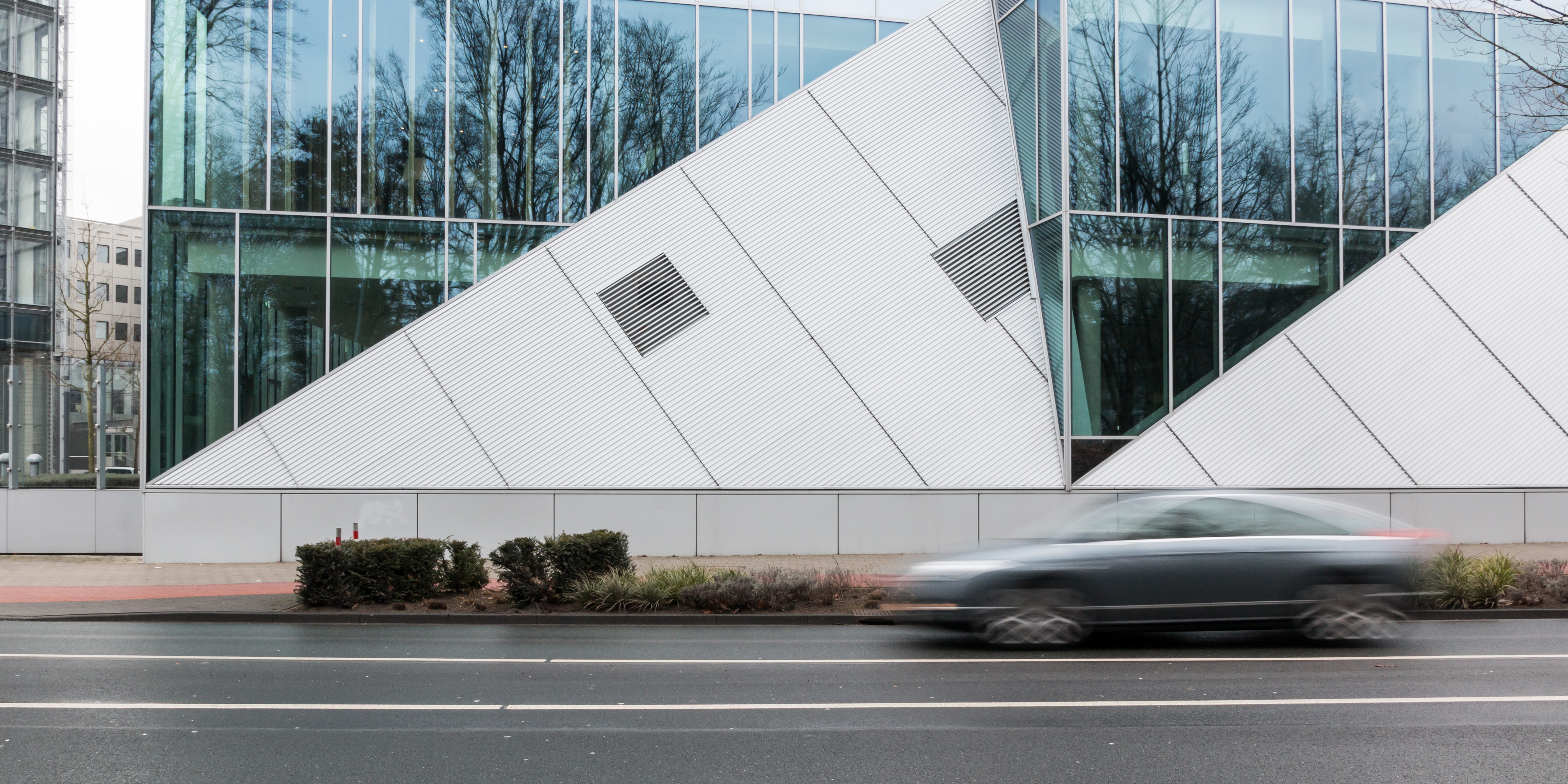
Bewegungsunschärfe. Fahrendes Auto vor statischer Architektur, Fotografie.
Bewegungstäuschung (optische Täuschung). Akiyoshi Kitaoka (geb. 1961): Rotierende Schlangen.
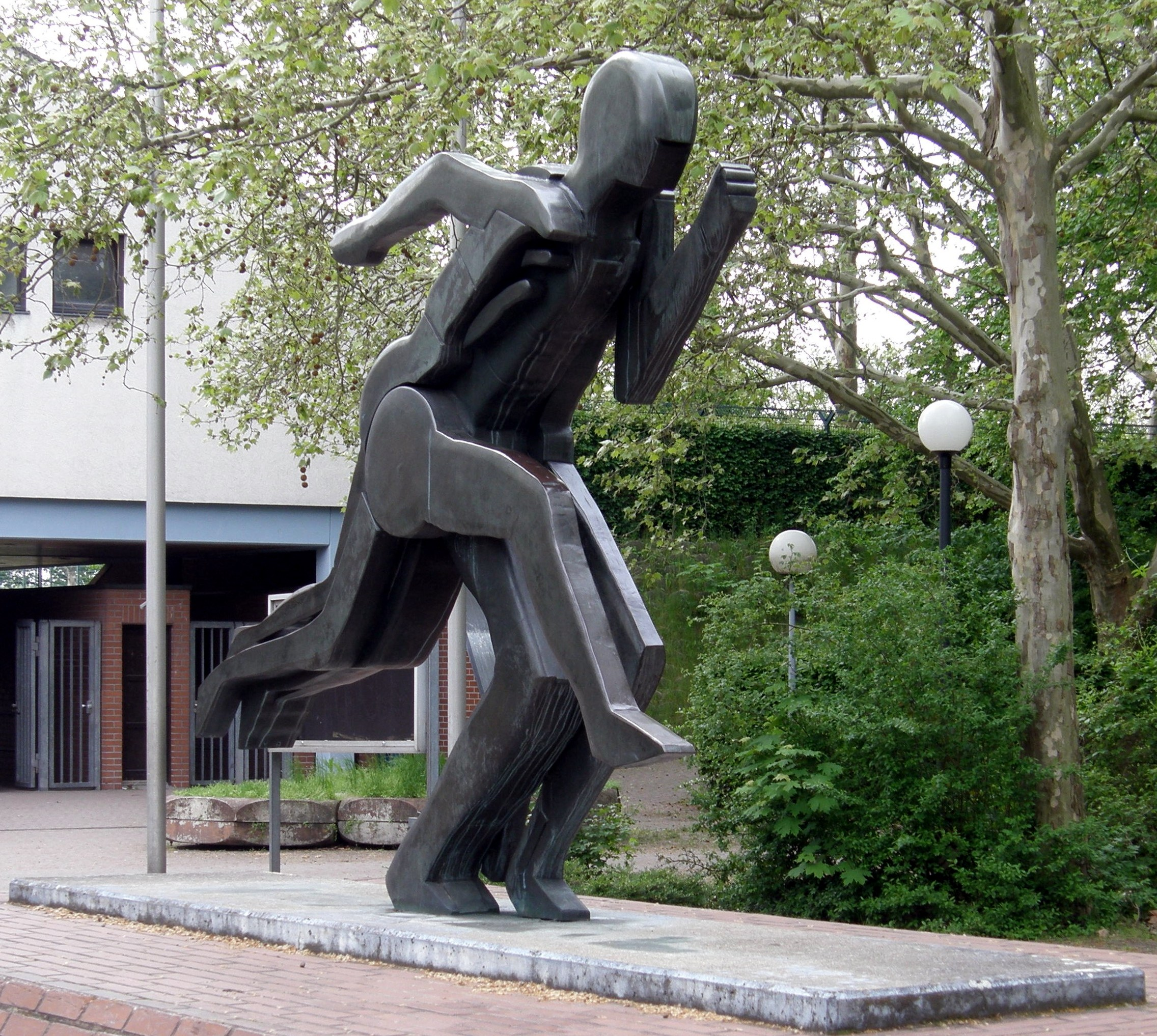
Simultan dargestellte Bewegungsphasen. Karlheinz Biederbick (geb. 1934): Läufer, 1986.
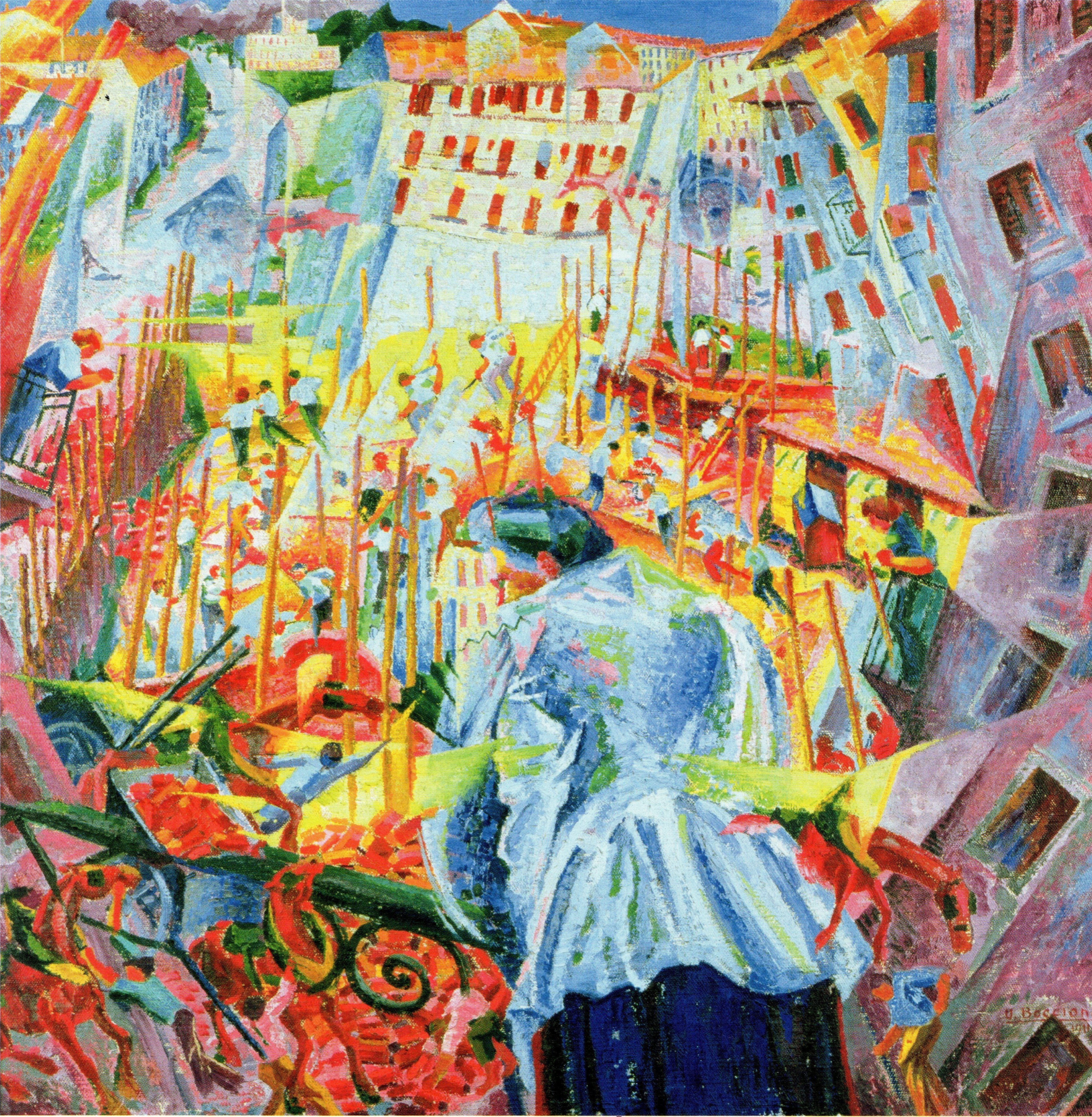
Schrägen und Wiederholungen. Umberto Boccioni (1882–1916): Der Lärm der Straße dringt in ein Haus, 1911.
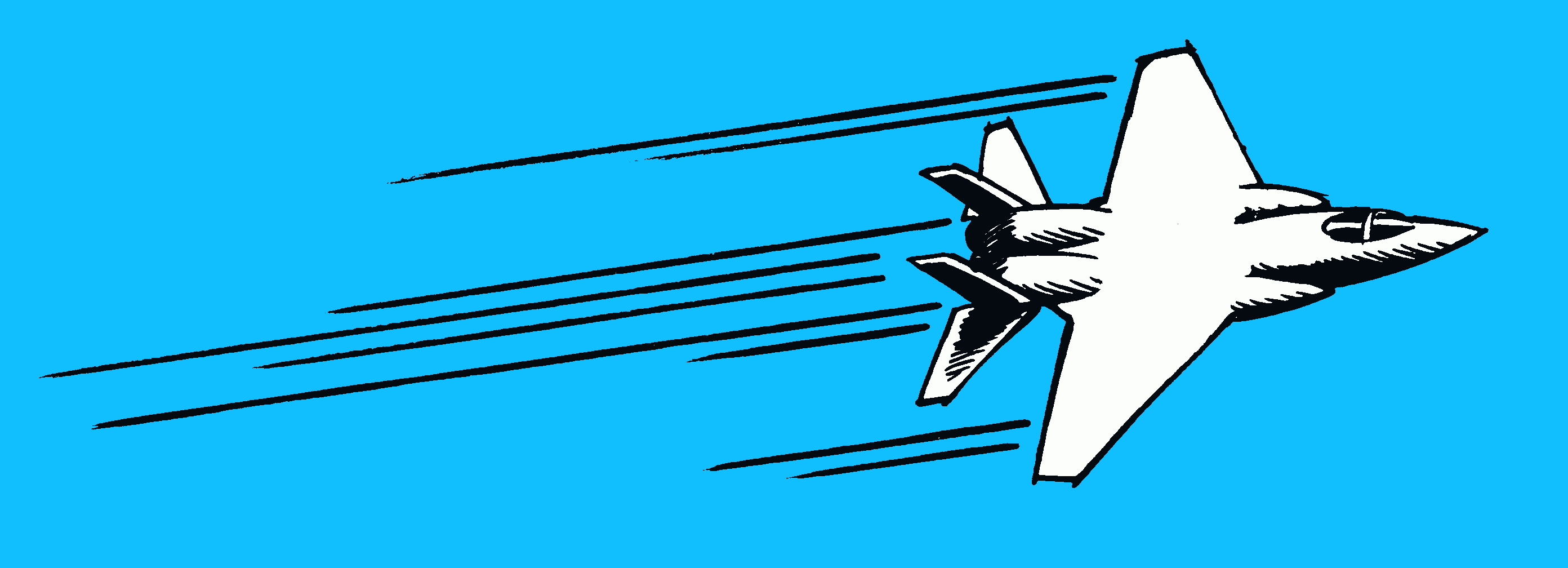
Speed Lines. Zeichnung eines schnellen Flugzeugs.